# Джиро Роза 2013
Джиро Роза 2013 (итал. Giro Rosa) — шоссейная многодневная велогонка по дорогам Италии. Гонка прошла с 30 июня по 7 июля 2013 года в рамках Женского мирового шоссейного календаря UCI 2013 (категория 2.1).
В апреле 2013 года организация гонки переходит от «EPINBIKE» к «4 Erre A.S.D.», который берёт на себя управление до 2016 года и меняет название с Giro Donne на Giro Rosa, а её протяжённость сокращается до 8 этапов.
Победу одержала американка Мара Эббот, она же стала лидером горной классификации. Итальянка Татьяна Гудерцо и немка Клаудия Хойслер заняли, соответственно, второе и третье места. Татьяна Гудерцо также стала лучшей среди итальянских гонщиц. Нидерландская гонщица, Марианна Вос, победила в очковой классификации. В молодёжной классификации победила итальянка Франческа Кауц.

## Участники
В гонке приняли участие 18 профессиональных команд и 2 национальные сборные — национальная сборная Нидерландов и сборная США. Каждая команда состояла максимум из восьми гонщиц.
| UCI Women’s Teams (18)- BePink - Bizkaia-Durango - Boels Dolmans - Faren-Kuota - Hitec Products - Lotto-Belisol Ladies - MCipollini-Giordana - Orica-AIS - Pasta Zara-Cogeas - Rabo Women - RusVelo - SC Michela Fanini Rox - Servetto Footon - Specialized-Lululemon - Tibco-To the Top - Top Girls Fassa Bortolo - Vaiano Fondriest - Wiggle Honda Национальные сборные (2)- Нидерланды - США |
| |

| Rabo Women RBW | Rabo Women RBW                 | Rabo Women RBW |
| -------------- | ------------------------------ | -------------- |
| №              | Гонщик                         | Место          |
| 1              | Марианна Вос (NED) (RR)        | 6-й            |
| 2              | Люсинда Бранд (NED) (RR)       | 32-й           |
| 3              | Меган Гарнье (USA)             | 15-й           |
| 4              | Полин Ферран-Прево (FRA) (ITT) | 28-й           |
| 5              | Роксана Кнетеманн (NED)        | 38-й           |
| 6              | Ирис Слаппендел (NED)          | 83-й           |
| 7              | Сабрина Стултинс (NED)         | DNF-5          |
| 8              | Аннемик ван Влётен (NED)       | DNF-5          |

| Нидерланды NED | Нидерланды NED       | Нидерланды NED |
| -------------- | -------------------- | -------------- |
| №              | Гонщик               | Место          |
| 11             | Кирстен Вилд         | 69-й           |
| 12             | Анушка Костер        | 92-й           |
| 13             | Анна Ван дер Брегген | 18-й           |
| 14             | Ilona Hoeksma        | 117-й          |
| 15             | Эми Питерс           | 40-й           |
| 16             | Sophie de Boer       | 71-й           |
| 17             | Rozanne Slik         | 75-й           |
| 18             | Виллеке Кнол         | 108-й          |

| Boels Dolmans DLT | Boels Dolmans DLT       | Boels Dolmans DLT |
| ----------------- | ----------------------- | ----------------- |
| №                 | Гонщик                  | Место             |
| 21                | Роми Каспер (GER)       | 51-й              |
| 22                | Марике ван Ванрой (NED) | 98-й              |
| 23                | Адри Виссер (NED)       | 43-й              |
| 24                | Ким де Баат (NED)       | 122-й             |
| 25                | Джесси Дамс (BEL) (ITT) | 20-й              |
| 26                | Мартине Брас (NED)      | 82-й              |
| 27                | Эмма Тротт (GBR)        | 77-й              |

| Wiggle Honda WHT | Wiggle Honda WHT             | Wiggle Honda WHT |
| ---------------- | ---------------------------- | ---------------- |
| №                | Гонщик                       | Место            |
| 31               | Джорджа Бронцини (ITA)       | 72-й             |
| 32               | Линда Виллумсен (NZL) (ITT)  | 14-й             |
| 33               | Эмили Коллинз (NZL)          | 81-й             |
| 34               | Анна-Бьянка Шнитцмайер (GER) | 90-й             |
| 35               | Лорен Китчен (AUS)           | 99-й             |
| 36               | Рошелль Гилмор (AUS)         | DNS-5            |
| 37               | Маюко Хагивара (JPN)         | 66-й             |
| 38               | Шарлотта Беккер (GER)        | 58-й             |

| Lotto Belisol Ladies LBL | Lotto Belisol Ladies LBL     | Lotto Belisol Ladies LBL |
| ------------------------ | ---------------------------- | ------------------------ |
| №                        | Гонщик                       | Место                    |
| 41                       | Марин де Врис (NED)          | 76-й                     |
| 42                       | Kaat Hannes (BEL)            | DNS-4                    |
| 43                       | Michal Ella (ISR)            | DNF-5                    |
| 44                       | Шэрон Лоус (GBR)             | 79-й                     |
| 45                       | Эшли Молман (RSA) (RR и ITT) | 8-й                      |
| 46                       | Селин Ван Северен (BEL)      | DNS-4                    |
| 47                       | Ким Шунберт (BEL)            | 114-й                    |
| 48                       | Карли Тейлор (AUS)           | 26-й                     |

| MCipollini-Giordana MCG | MCipollini-Giordana MCG      | MCipollini-Giordana MCG |
| ----------------------- | ---------------------------- | ----------------------- |
| №                       | Гонщик                       | Место                   |
| 51                      | Валентина Карретта (ITA)     | 30-й                    |
| 52                      | Татьяна Гудерцо (ITA) (ITT)  | 2-й                     |
| 53                      | Валентина Скандолара (ITA)   | 37-й                    |
| 54                      | Марта Тальяферро (ITA)       | 86-й                    |
| 55                      | Sara Grifi (ITA)             | 123-й                   |
| 56                      | Малгожата Ясинска (POL)      | 55-й                    |
| 57                      | Татьяна Антошина (RUS) (ITT) | 13-й                    |
| 58                      | Сари Саарелайнен (FIN)       | 42-й                    |

| Top Girls Fassa Bortolo TOG | Top Girls Fassa Bortolo TOG | Top Girls Fassa Bortolo TOG |
| --------------------------- | --------------------------- | --------------------------- |
| №                           | Гонщик                      | Место                       |
| 61                          | Елена Берлато (ITA)         | 36-й                        |
| 62                          | Irene Bitto (ITA)           | 104-й                       |
| 63                          | Франческа Кауц (ITA)        | 7-й                         |
| 65                          | Дженифер Фьори (ITA)        | 19-й                        |
| 66                          | Chiara Pierobon (ITA)       | 107-й                       |
| 67                          | Francesca Stefani (ITA)     | 124-й                       |
| 68                          | Elena Valentini (ITA)       | 54-й                        |

| Specialized-Lululemon SLU | Specialized-Lululemon SLU  | Specialized-Lululemon SLU |
| ------------------------- | -------------------------- | ------------------------- |
| №                         | Гонщик                     | Место                     |
| 71                        | Эвелин Стивенс (USA)       | 5-й                       |
| 72                        | Эллен Ван Дейк (NED) (ITT) | 24-й                      |
| 73                        | Трикси Воррак (GER) (RR)   | DNS-8                     |
| 74                        | Тайлер Уайлз (USA)         | 95-й                      |
| 75                        | Элли Стачер (USA)          | 113-й                     |
| 76                        | Кэти Колклаф (GBR)         | DNF-1                     |
| 77                        | Кармен Смолл (USA) (ITT)   | 78-й                      |
| 78                        | Лорен Рауни (AUS)          | 61-й                      |

| Pasta Zara-Cogeas PZC | Pasta Zara-Cogeas PZC            | Pasta Zara-Cogeas PZC |
| --------------------- | -------------------------------- | --------------------- |
| №                     | Гонщик                           | Место                 |
| 81                    | Джиада Боргато (ITA)             | 74-й                  |
| 82                    | Мартина Ружичкова (CZE)          | DNF-3                 |
| 83                    | Инга Чилвинайте (LTU) (RR и ITT) | DNF                   |
| 84                    | Ингрид Дрексель (MEX) (RR и ITT) | 34-й                  |
| 85                    | Вероник Фортин (CAN)             | 25-й                  |
| 87                    | Эдита Джанелюнайте (LTU)         | DNF-4                 |
| 88                    | Лорена Варгас (COL) (ITT)        | 44-й                  |

| Hitec Products UCK HPU | Hitec Products UCK HPU      | Hitec Products UCK HPU |
| ---------------------- | --------------------------- | ---------------------- |
| №                      | Гонщик                      | Место                  |
| 91                     | Росселла Ратто (ITA)        | 12-й                   |
| 92                     | Жюли Лет (DEN)              | 91-й                   |
| 94                     | Сесилия Готаас Йонсен (NOR) | 89-й                   |
| 95                     | Эмилия Фахлин (SWE) (ITT)   | 87-й                   |
| 96                     | Хлоя Хоскинг (AUS)          | DNS-2                  |
| 97                     | Мириам Бьёрнсруд (NOR)      | DNS-4                  |

| Tibco-To the Top TIB | Tibco-To the Top TIB    | Tibco-To the Top TIB |
| -------------------- | ----------------------- | -------------------- |
| №                    | Гонщик                  | Место                |
| 101                  | Клаудия Хойслер (GER)   | 3-й                  |
| 102                  | Шелли Олдс (USA)        | 80-й                 |
| 103                  | Хантал Блак (NED)       | DNS-5                |
| 104                  | Джоанн Кисановски (NZL) | 46-й                 |
| 105                  | Ясмин Глессер (CAN)     | 52-й                 |
| 106                  | Лорен Стивенс (USA)     | 47-й                 |

| Faren-Let's Go Finland FLF | Faren-Let's Go Finland FLF  | Faren-Let's Go Finland FLF |
| -------------------------- | --------------------------- | -------------------------- |
| №                          | Гонщик                      | Место                      |
| 111                        | Фабиана Луперини (ITA)      | DSQ-6                      |
| 112                        | Марта Бастианелли (ITA)     | 70-й                       |
| 113                        | Елена Чеккини (ITA)         | DNS-4                      |
| 114                        | Джузеппина Грасси (MEX)     | 118-й                      |
| 115                        | Кристель Феррье-Брюно (FRA) | 35-й                       |
| 116                        | Jutta Nieminen (FIN)        | DNF-7                      |
| 117                        | Патрисия Швагер (SUI) (ITT) | 63-й                       |
| 118                        | Сузанна Дзордзи (ITA)       | 48-й                       |

| Vaiano Fondriest VAI | Vaiano Fondriest VAI        | Vaiano Fondriest VAI |
| -------------------- | --------------------------- | -------------------- |
| №                    | Гонщик                      | Место                |
| 121                  | Катажина Сосна (LTU)        | 110-й                |
| 122                  | Валентина Бастианелли (ITA) | 88-й                 |
| 123                  | Алессандра Д'Этторре (ITA)  | 59-й                 |
| 124                  | Барбара Гуариши (ITA)       | 67-й                 |
| 125                  | Алессия Мартини (ITA)       | 127-й                |
| 126                  | Серика Гулума (COL) (RR)    | 31-й                 |
| 127                  | Анна Тревизо (ITA)          | DNF-7                |
| 128                  | Кьяра Ваннуччи (ITA)        | DNS-4                |

| SC Michela Fanini Rox MIC | SC Michela Fanini Rox MIC   | SC Michela Fanini Rox MIC |
| ------------------------- | --------------------------- | ------------------------- |
| №                         | Гонщик                      | Место                     |
| 141                       | Эдвиж Питель (FRA)          | 21-й                      |
| 142                       | Од Бьянник (FRA)            | 45-й                      |
| 143                       | Лийзи Рист (EST) (RR и ITT) | 100-й                     |
| 144                       | Евгения Высоцкая (UKR)      | 9-й                       |
| 145                       | Мирея Эпильда (ESP)         | 85-й                      |
| 146                       | Azzurra D'Intino (ITA)      | 109-й                     |
| 147                       | Лара Вичели (ITA)           | 106-й                     |
| 148                       | Джутатип Манеефан (THA)     | 126-й                     |

| RusVelo RVL | RusVelo RVL                 | RusVelo RVL |
| ----------- | --------------------------- | ----------- |
| №           | Гонщик                      | Место       |
| 151         | Елена Кучинская (RUS)       | 33-й        |
| 152         | Александра Бурченкова (RUS) | 27-й        |
| 153         | Оксана Козончук (RUS)       | 53-й        |
| 155         | Айжан Жапарова (RUS)        | 39-й        |
| 157         | Анастасия Чулкова (RUS)     | 41-й        |
| 158         | Евгения Романюта (RUS)      | DNF-2       |

| Bizkaia-Durango BPD | Bizkaia-Durango BPD         | Bizkaia-Durango BPD |
| ------------------- | --------------------------- | ------------------- |
| №                   | Гонщик                      | Место               |
| 161                 | Джоан Хоган (AUS)           | 56-й                |
| 162                 | Анна Санчис (ESP) (ITT)     | 16-й                |
| 163                 | Рут Корсет (AUS)            | 22-й                |
| 164                 | Ане Сантестебан (ESP) (RR)  | 68-й                |
| 165                 | Dorleta Eskamendi Gil (ESP) | 96-й                |
| 166                 | Mayalen Noriega (ESP)       | 121-й               |
| 167                 | Polona Batagelj (SLO) (RR)  | 62-й                |
| 168                 | Ирен Сан Себастьян (ESP)    | 93-й                |

| США USA | США USA         | США USA |
| ------- | --------------- | ------- |
| №       | Гонщик          | Место   |
| 171     | Мара Эбботт     | 1-й     |
| 172     | Кристин Макграт | 73-й    |
| 173     | Жанель Холкомб  | 116-й   |
| 174     | Лорен Холл      | 94-й    |
| 175     | Брианна Валле   | 97-й    |
| 176     | Рут Уиндер      | 102-й   |
| 177     | Андреа Дворак   | 49-й    |
| 178     | Лорен Тамайо    | 101-й   |

| Orica-AIS GEW | Orica-AIS GEW           | Orica-AIS GEW |
| ------------- | ----------------------- | ------------- |
| №             | Гонщик                  | Место         |
| 181           | Тиффани Кромвель (AUS)  | 11-й          |
| 182           | Аманда Спратт (AUS)     | 23-й          |
| 183           | Шара Гиллоу (AUS) (ITT) | 4-й           |
| 184           | Грейси Элвин (AUS) (RR) | 60-й          |
| 185           | Мелисса Хоскинс (AUS)   | 84-й          |
| 186           | Джесси Маклин (AUS)     | 64-й          |
| 187           | Лус Гюнневейк (NED)     | 57-й          |
| 188           | Гу Сунгеун (KOR)        | DNF-1         |

| Servetto Footon SEF | Servetto Footon SEF      | Servetto Footon SEF |
| ------------------- | ------------------------ | ------------------- |
| №                   | Гонщик                   | Место               |
| 191                 | Аннализа Кучинотта (ITA) | 120-й               |
| 192                 | Marina Lari (ITA)        | 112-й               |
| 193                 | Simona Bortolotti (ITA)  | 125-й               |
| 194                 | Veronica Cornolti (ITA)  | 115-й               |
| 195                 | Corinna Defile (ITA)     | OTL-8               |
| 196                 | Emma Marcelli (ITA)      | 105-й               |
| 197                 | Giorgia Nanni (ITA)      | 119-й               |
| 198                 | Jasmine Dotti (ITA)      | DNF-5               |

| BePink BPK | BePink BPK                      | BePink BPK |
| ---------- | ------------------------------- | ---------- |
| №          | Гонщик                          | Место      |
| 201        | Алёна Омелюсик (BLR) (RR и ITT) | 10-й       |
| 202        | Джорджия Уильямс (NZL)          | 17-й       |
| 203        | Далия Муччоли (ITA) (RR)        | 29-й       |
| 204        | Сильвия Вальсекки (ITA)         | 65-й       |
| 204        | Дорис Швайцер (SUI) (RR)        | 103-й      |
| 205        | Алиса Альгизи (ITA)             | 111-й      |
| 206        | Илария Сангвинети (ITA)         | DNF-6      |
| 207        | Симона Фраппорти (ITA)          | DNF-4      |

| Rabo Women RBW | Rabo Women RBW                 | Rabo Women RBW |
| -------------- | ------------------------------ | -------------- |
| №              | Гонщик                         | Место          |
| 1              | Марианна Вос (NED) (RR)        | 6-й            |
| 2              | Люсинда Бранд (NED) (RR)       | 32-й           |
| 3              | Меган Гарнье (USA)             | 15-й           |
| 4              | Полин Ферран-Прево (FRA) (ITT) | 28-й           |
| 5              | Роксана Кнетеманн (NED)        | 38-й           |
| 6              | Ирис Слаппендел (NED)          | 83-й           |
| 7              | Сабрина Стултинс (NED)         | DNF-5          |
| 8              | Аннемик ван Влётен (NED)       | DNF-5          |

| Нидерланды NED | Нидерланды NED       | Нидерланды NED |
| -------------- | -------------------- | -------------- |
| №              | Гонщик               | Место          |
| 11             | Кирстен Вилд         | 69-й           |
| 12             | Анушка Костер        | 92-й           |
| 13             | Анна Ван дер Брегген | 18-й           |
| 14             | Ilona Hoeksma        | 117-й          |
| 15             | Эми Питерс           | 40-й           |
| 16             | Sophie de Boer       | 71-й           |
| 17             | Rozanne Slik         | 75-й           |
| 18             | Виллеке Кнол         | 108-й          |

| Boels Dolmans DLT | Boels Dolmans DLT       | Boels Dolmans DLT |
| ----------------- | ----------------------- | ----------------- |
| №                 | Гонщик                  | Место             |
| 21                | Роми Каспер (GER)       | 51-й              |
| 22                | Марике ван Ванрой (NED) | 98-й              |
| 23                | Адри Виссер (NED)       | 43-й              |
| 24                | Ким де Баат (NED)       | 122-й             |
| 25                | Джесси Дамс (BEL) (ITT) | 20-й              |
| 26                | Мартине Брас (NED)      | 82-й              |
| 27                | Эмма Тротт (GBR)        | 77-й              |

| Wiggle Honda WHT | Wiggle Honda WHT             | Wiggle Honda WHT |
| ---------------- | ---------------------------- | ---------------- |
| №                | Гонщик                       | Место            |
| 31               | Джорджа Бронцини (ITA)       | 72-й             |
| 32               | Линда Виллумсен (NZL) (ITT)  | 14-й             |
| 33               | Эмили Коллинз (NZL)          | 81-й             |
| 34               | Анна-Бьянка Шнитцмайер (GER) | 90-й             |
| 35               | Лорен Китчен (AUS)           | 99-й             |
| 36               | Рошелль Гилмор (AUS)         | DNS-5            |
| 37               | Маюко Хагивара (JPN)         | 66-й             |
| 38               | Шарлотта Беккер (GER)        | 58-й             |

| Lotto Belisol Ladies LBL | Lotto Belisol Ladies LBL     | Lotto Belisol Ladies LBL |
| ------------------------ | ---------------------------- | ------------------------ |
| №                        | Гонщик                       | Место                    |
| 41                       | Марин де Врис (NED)          | 76-й                     |
| 42                       | Kaat Hannes (BEL)            | DNS-4                    |
| 43                       | Michal Ella (ISR)            | DNF-5                    |
| 44                       | Шэрон Лоус (GBR)             | 79-й                     |
| 45                       | Эшли Молман (RSA) (RR и ITT) | 8-й                      |
| 46                       | Селин Ван Северен (BEL)      | DNS-4                    |
| 47                       | Ким Шунберт (BEL)            | 114-й                    |
| 48                       | Карли Тейлор (AUS)           | 26-й                     |

| MCipollini-Giordana MCG | MCipollini-Giordana MCG      | MCipollini-Giordana MCG |
| ----------------------- | ---------------------------- | ----------------------- |
| №                       | Гонщик                       | Место                   |
| 51                      | Валентина Карретта (ITA)     | 30-й                    |
| 52                      | Татьяна Гудерцо (ITA) (ITT)  | 2-й                     |
| 53                      | Валентина Скандолара (ITA)   | 37-й                    |
| 54                      | Марта Тальяферро (ITA)       | 86-й                    |
| 55                      | Sara Grifi (ITA)             | 123-й                   |
| 56                      | Малгожата Ясинска (POL)      | 55-й                    |
| 57                      | Татьяна Антошина (RUS) (ITT) | 13-й                    |
| 58                      | Сари Саарелайнен (FIN)       | 42-й                    |

| Top Girls Fassa Bortolo TOG | Top Girls Fassa Bortolo TOG | Top Girls Fassa Bortolo TOG |
| --------------------------- | --------------------------- | --------------------------- |
| №                           | Гонщик                      | Место                       |
| 61                          | Елена Берлато (ITA)         | 36-й                        |
| 62                          | Irene Bitto (ITA)           | 104-й                       |
| 63                          | Франческа Кауц (ITA)        | 7-й                         |
| 65                          | Дженифер Фьори (ITA)        | 19-й                        |
| 66                          | Chiara Pierobon (ITA)       | 107-й                       |
| 67                          | Francesca Stefani (ITA)     | 124-й                       |
| 68                          | Elena Valentini (ITA)       | 54-й                        |

| Specialized-Lululemon SLU | Specialized-Lululemon SLU  | Specialized-Lululemon SLU |
| ------------------------- | -------------------------- | ------------------------- |
| №                         | Гонщик                     | Место                     |
| 71                        | Эвелин Стивенс (USA)       | 5-й                       |
| 72                        | Эллен Ван Дейк (NED) (ITT) | 24-й                      |
| 73                        | Трикси Воррак (GER) (RR)   | DNS-8                     |
| 74                        | Тайлер Уайлз (USA)         | 95-й                      |
| 75                        | Элли Стачер (USA)          | 113-й                     |
| 76                        | Кэти Колклаф (GBR)         | DNF-1                     |
| 77                        | Кармен Смолл (USA) (ITT)   | 78-й                      |
| 78                        | Лорен Рауни (AUS)          | 61-й                      |

| Pasta Zara-Cogeas PZC | Pasta Zara-Cogeas PZC            | Pasta Zara-Cogeas PZC |
| --------------------- | -------------------------------- | --------------------- |
| №                     | Гонщик                           | Место                 |
| 81                    | Джиада Боргато (ITA)             | 74-й                  |
| 82                    | Мартина Ружичкова (CZE)          | DNF-3                 |
| 83                    | Инга Чилвинайте (LTU) (RR и ITT) | DNF                   |
| 84                    | Ингрид Дрексель (MEX) (RR и ITT) | 34-й                  |
| 85                    | Вероник Фортин (CAN)             | 25-й                  |
| 87                    | Эдита Джанелюнайте (LTU)         | DNF-4                 |
| 88                    | Лорена Варгас (COL) (ITT)        | 44-й                  |

| Hitec Products UCK HPU | Hitec Products UCK HPU      | Hitec Products UCK HPU |
| ---------------------- | --------------------------- | ---------------------- |
| №                      | Гонщик                      | Место                  |
| 91                     | Росселла Ратто (ITA)        | 12-й                   |
| 92                     | Жюли Лет (DEN)              | 91-й                   |
| 94                     | Сесилия Готаас Йонсен (NOR) | 89-й                   |
| 95                     | Эмилия Фахлин (SWE) (ITT)   | 87-й                   |
| 96                     | Хлоя Хоскинг (AUS)          | DNS-2                  |
| 97                     | Мириам Бьёрнсруд (NOR)      | DNS-4                  |

| Tibco-To the Top TIB | Tibco-To the Top TIB    | Tibco-To the Top TIB |
| -------------------- | ----------------------- | -------------------- |
| №                    | Гонщик                  | Место                |
| 101                  | Клаудия Хойслер (GER)   | 3-й                  |
| 102                  | Шелли Олдс (USA)        | 80-й                 |
| 103                  | Хантал Блак (NED)       | DNS-5                |
| 104                  | Джоанн Кисановски (NZL) | 46-й                 |
| 105                  | Ясмин Глессер (CAN)     | 52-й                 |
| 106                  | Лорен Стивенс (USA)     | 47-й                 |

| Faren-Let's Go Finland FLF | Faren-Let's Go Finland FLF  | Faren-Let's Go Finland FLF |
| -------------------------- | --------------------------- | -------------------------- |
| №                          | Гонщик                      | Место                      |
| 111                        | Фабиана Луперини (ITA)      | DSQ-6                      |
| 112                        | Марта Бастианелли (ITA)     | 70-й                       |
| 113                        | Елена Чеккини (ITA)         | DNS-4                      |
| 114                        | Джузеппина Грасси (MEX)     | 118-й                      |
| 115                        | Кристель Феррье-Брюно (FRA) | 35-й                       |
| 116                        | Jutta Nieminen (FIN)        | DNF-7                      |
| 117                        | Патрисия Швагер (SUI) (ITT) | 63-й                       |
| 118                        | Сузанна Дзордзи (ITA)       | 48-й                       |

| Vaiano Fondriest VAI | Vaiano Fondriest VAI        | Vaiano Fondriest VAI |
| -------------------- | --------------------------- | -------------------- |
| №                    | Гонщик                      | Место                |
| 121                  | Катажина Сосна (LTU)        | 110-й                |
| 122                  | Валентина Бастианелли (ITA) | 88-й                 |
| 123                  | Алессандра Д'Этторре (ITA)  | 59-й                 |
| 124                  | Барбара Гуариши (ITA)       | 67-й                 |
| 125                  | Алессия Мартини (ITA)       | 127-й                |
| 126                  | Серика Гулума (COL) (RR)    | 31-й                 |
| 127                  | Анна Тревизо (ITA)          | DNF-7                |
| 128                  | Кьяра Ваннуччи (ITA)        | DNS-4                |

| SC Michela Fanini Rox MIC | SC Michela Fanini Rox MIC   | SC Michela Fanini Rox MIC |
| ------------------------- | --------------------------- | ------------------------- |
| №                         | Гонщик                      | Место                     |
| 141                       | Эдвиж Питель (FRA)          | 21-й                      |
| 142                       | Од Бьянник (FRA)            | 45-й                      |
| 143                       | Лийзи Рист (EST) (RR и ITT) | 100-й                     |
| 144                       | Евгения Высоцкая (UKR)      | 9-й                       |
| 145                       | Мирея Эпильда (ESP)         | 85-й                      |
| 146                       | Azzurra D'Intino (ITA)      | 109-й                     |
| 147                       | Лара Вичели (ITA)           | 106-й                     |
| 148                       | Джутатип Манеефан (THA)     | 126-й                     |

| RusVelo RVL | RusVelo RVL                 | RusVelo RVL |
| ----------- | --------------------------- | ----------- |
| №           | Гонщик                      | Место       |
| 151         | Елена Кучинская (RUS)       | 33-й        |
| 152         | Александра Бурченкова (RUS) | 27-й        |
| 153         | Оксана Козончук (RUS)       | 53-й        |
| 155         | Айжан Жапарова (RUS)        | 39-й        |
| 157         | Анастасия Чулкова (RUS)     | 41-й        |
| 158         | Евгения Романюта (RUS)      | DNF-2       |

| Bizkaia-Durango BPD | Bizkaia-Durango BPD         | Bizkaia-Durango BPD |
| ------------------- | --------------------------- | ------------------- |
| №                   | Гонщик                      | Место               |
| 161                 | Джоан Хоган (AUS)           | 56-й                |
| 162                 | Анна Санчис (ESP) (ITT)     | 16-й                |
| 163                 | Рут Корсет (AUS)            | 22-й                |
| 164                 | Ане Сантестебан (ESP) (RR)  | 68-й                |
| 165                 | Dorleta Eskamendi Gil (ESP) | 96-й                |
| 166                 | Mayalen Noriega (ESP)       | 121-й               |
| 167                 | Polona Batagelj (SLO) (RR)  | 62-й                |
| 168                 | Ирен Сан Себастьян (ESP)    | 93-й                |

| США USA | США USA         | США USA |
| ------- | --------------- | ------- |
| №       | Гонщик          | Место   |
| 171     | Мара Эбботт     | 1-й     |
| 172     | Кристин Макграт | 73-й    |
| 173     | Жанель Холкомб  | 116-й   |
| 174     | Лорен Холл      | 94-й    |
| 175     | Брианна Валле   | 97-й    |
| 176     | Рут Уиндер      | 102-й   |
| 177     | Андреа Дворак   | 49-й    |
| 178     | Лорен Тамайо    | 101-й   |

| Orica-AIS GEW | Orica-AIS GEW           | Orica-AIS GEW |
| ------------- | ----------------------- | ------------- |
| №             | Гонщик                  | Место         |
| 181           | Тиффани Кромвель (AUS)  | 11-й          |
| 182           | Аманда Спратт (AUS)     | 23-й          |
| 183           | Шара Гиллоу (AUS) (ITT) | 4-й           |
| 184           | Грейси Элвин (AUS) (RR) | 60-й          |
| 185           | Мелисса Хоскинс (AUS)   | 84-й          |
| 186           | Джесси Маклин (AUS)     | 64-й          |
| 187           | Лус Гюнневейк (NED)     | 57-й          |
| 188           | Гу Сунгеун (KOR)        | DNF-1         |

| Servetto Footon SEF | Servetto Footon SEF      | Servetto Footon SEF |
| ------------------- | ------------------------ | ------------------- |
| №                   | Гонщик                   | Место               |
| 191                 | Аннализа Кучинотта (ITA) | 120-й               |
| 192                 | Marina Lari (ITA)        | 112-й               |
| 193                 | Simona Bortolotti (ITA)  | 125-й               |
| 194                 | Veronica Cornolti (ITA)  | 115-й               |
| 195                 | Corinna Defile (ITA)     | OTL-8               |
| 196                 | Emma Marcelli (ITA)      | 105-й               |
| 197                 | Giorgia Nanni (ITA)      | 119-й               |
| 198                 | Jasmine Dotti (ITA)      | DNF-5               |

| BePink BPK | BePink BPK                      | BePink BPK |
| ---------- | ------------------------------- | ---------- |
| №          | Гонщик                          | Место      |
| 201        | Алёна Омелюсик (BLR) (RR и ITT) | 10-й       |
| 202        | Джорджия Уильямс (NZL)          | 17-й       |
| 203        | Далия Муччоли (ITA) (RR)        | 29-й       |
| 204        | Сильвия Вальсекки (ITA)         | 65-й       |
| 204        | Дорис Швайцер (SUI) (RR)        | 103-й      |
| 205        | Алиса Альгизи (ITA)             | 111-й      |
| 206        | Илария Сангвинети (ITA)         | DNF-6      |
| 207        | Симона Фраппорти (ITA)          | DNF-4      |

- DNF — не финишировал

### Фавориты
Болельщики возлагали большие надежды на победу Марианны Вос. Если бы она победила, то это был бы её третий триумф на «Джиро» подряд. Такого успеха до сих пор добивалась только Фабиана Луперини, которая побеждала в 1995, 1996, 1997 и в четвёртый раз в 1998 году. Однако соперники Вос не собирались сидеть сложа руки и позволять ей выигрывать, и в этом году у чемпионки мира была очень сильная конкуренция: Эмма Юханссон и многие другие были более чем способны оказать ей сопротивление. На старт гонки вышли такие суперспринтеры, как двукратная чемпионка мира по шоссейным велогонкам Джорджия Бронцини, австралийская звезда Хлоя Хоскинг, королева нидерландского спринта Кирстен Вилд.
Другими фаворитками были: победительница 2010 года Мара Эббот (сборная США) и Эвелин Стивенс, которая не только заняла третье место в 2012 году, но и недавно выиграла Джиро дель Трентино.

## Маршрут
Из-за конфликта со Средиземноморскими играми, в которых принимали участие национальные команды, маршрут гонки был сокращён до восьми этапов вместо привычных десяти в последние годы.
Первый этап, стартовав в Джовинаццо (провинция Бари), расположенном недалеко от пяты итальянского сапога, шёл на север вдоль Адриатического побережья и завершался на плоской трассе в порту Маргерита-ди-Савойя. Второй этап представлял собой холмистый маршрут вокруг Понтеканьяно-Фаяно.
Третий этап протяжённостью 111,6 км, стартуя и финишируя на вершине холма в городке Черро-аль-Вольтурно, должен был преподнести первые трудности пелотону. В последний раз этап гонки проходил здесь в 2009 году который выиграла Ноэми Кантеле. Четвёртый этап был самым длинным — 137,2 км [что фактически превышало лимит UCI в 130 км], и несмотря на наличие в первой половине этапа подъёма 2-й категории, в основном он проходил по равнинной трассе.
Пятый этап должен был стать началом формирования генеральной классификации. Короткая дистанция длиной 73,3 км заканчивалась на вершине Монте-Бейгуа высотой 1274 м над прибрежным лигурийским городом Варацце. Шестой этапе, проложенный в северной части Пьемонта почти у границе с Францией, протяжённостью 121-километровом между Терме ди Премиа и Сан Доменико заканчивался ещё одним горным финишем..
Седьмой этап состоял из восьми кругов по преимущественно плоской 15-километровой трассе в Корбетте (пригород Милана), где находится святилище «Мадонна Чудес».
Заключительный этап гонки был аналогичен мужскому этапу Джиро и представлял собой 13,3-километровую индивидуальную гонку в Кремоне которая могла решить исход генеральной классификации.
Общая протяжённость дистанции составила чуть больше 800 км. 
| Этап | Дата   | Маршрут                                   | type                    | Длина (км) | Победитель       | Лидер генеральной классификации |
| ---- | ------ | ----------------------------------------- | ----------------------- | ---------- | ---------------- | ------------------------------- |
| 1    | 30 июн | Джовинаццо – Маргерита-ди-Савойя          | равнинный               | 117,8      | Кирстен Вилд     | Марианна Вос                    |
| 2    | 1 июл  | Понтеканьяно-Фаяно – Понтеканьяно-Фаяно   | равнинный               | 99,6       | Джорджа Бронцини | Марианна Вос                    |
| 3    | 2 июл  | Черро-аль-Вольтурно – Черро-аль-Вольтурно | холмистый               | 111        | Марианна Вос     | Марианна Вос                    |
| 4    | 3 июл  | Монте-Сан-Вито – Кастельфидардо           | равнинный               | 137,2      | Марианна Вос     | Марианна Вос                    |
| 5    | 4 июл  | Варацце – Monte Beigua                    | горный                  | 73,3       | Мара Эбботт      | Мара Эбботт                     |
| 6    | 5 июл  | Премиа – San Domenico di Varzo            | горный                  | 121        | Мара Эбботт      | Мара Эбботт                     |
| 7    | 6 июл  | Корбетта – Корбетта                       | равнинный               | 120        | Марианна Вос     | Мара Эбботт                     |
| 8    | 7 июл  | Кремона – Кремона                         | индивидуальная разделка | 16         | Эллен Ван Дейк   | Мара Эбботт                     |

## Разное
Телекомпания RAI2 представляла ежедневные обзоры, продолжительностью 50 минут. Спонсором розовой майки являлась компания Derma Fresh. Компания Saugella поддерживала горную классификацию, а Selle Italia — очковую классификацию. Algida являлась партнёром молодёжной классификации, а Dama финансировала зачёт лучших итальянских гонщиков.

## Ход гонки

### Этап 1
| Джовинаццо - Маргерита-ди-Савойя | равнинный | (117,8 км) |

Профиль 1-го этапа

Первый из двух этапов гонки, рассчитанный на чистых спринтеров, протяжённостью 118 км, с его плоским профилем должен был закончиться групповым спринтом.
Этап проходил вдоль побережья южной провинции Апулия, от Джовинаццо до Маргерита-ди-Савойя, и включал два 15-километровых круга перед финишем на берегу моря. Первые 40 км гонки прошли по равнинной местности, а затем по побережью до финиша в городке Маргерита-ди-Савойя.
День был прекрасный, жаркий и свежий, на дорогах толпились восторженные зрители, а города в честь гонки были украшены в розовый цвет. После небольшого подъёма на старте вся остальная трасса была ровной. Однако широкие дороги и ветер, дующий с моря, не позволяли никому оторваться, особенно в условиях, когда гонку контролировали спринтерские команды.
В самом начале гонки Марианна Вос сделала ставку на 3 секунды, которые даются за каждый промежуточный спринт. Она выиграла первый спринт, опередив пару Hitec Products UCK, впервые участвовавших в «Джиро» — Жюли Лет и Сесилию Готаас Йонсен, и второй, опередив Адри Виссер (Boels Dolmans) и Айжан Жапарову (RusVelo), а её команда Rabobank-Liv/giant провела отличную гонку.
Этап не был сложным, пелотон шел на высокой скорости, пресекая отрывы в зародыше. На последних 10 км, когда темп вырос, и команды начали перестраиваться, чтобы расположить спринтеров впереди, возникло несколько аварий. Авария на первом круге вывела из гонки Сунгеун Гу из ORICA-AIS, а затем череда проколов на втором круге вывела из борьбы Джорджию Бронцини и её команду, а также других гонщиков, попавших в аварию — Кэти Колклаф (Specialized-Lululemon) и Хлою Хоскинг (Hitec-UCK).
На первом этапе «Джиро Роза» доминировали нидерландские гонщицы. В Маргерита-ди-Савойя победу на этапе одержала Кирстен Вилд (сборная Нидерландов), опередив обладательницу Кубка мира и чемпионку Олимпийских игр Марианну Вос (женская велокоманда Rabo). Однако Вос получила бонусные секунды, выиграв оба промежуточных спринта по ходу этапа, и стала первой обладательницей розовой майки на этой гонке. Следующие 124 гонщика, возглавляемые Мартой Тальяферро (MCipollini-Giordana), пересекли линию финиша в одной группе и показали одинаковое время.
«Вы не можете понять, как я счастлива! Я вернулась после месячного перерыва, связанного с травмой левой ключицы [в апреле на Омлоп ван Борселе], и очень довольна этим хорошим результатом», — сказала Вилд. «Большего я от себя и требовать не могу».
Вос сказала: «Мне не хватило каких-то сантиметров, но я горжусь тем, что снова надела розовую майку. Мы находимся только в начале гонки, я набираю форму, поэтому надеюсь сохранить майку до самого конца в Кремоне». Вос выиграла два предыдущих «Джиро Роза».
По итогам первого этапа синюю майку лучшей итальянки получила Марта Тальяферро (MCipollini Giordana), ставшая третьей в этот день. «Я выбрала правильную позицию, но в финальном хаосе упустила нужный момент для начала спринта. Я постараюсь выиграть этап в следующие дни!» — сказала она.
Лучшей в молодёжной квалификации стала Жюли Лет (Hitec Products) из Дании. «Я не ожидала, что буду носить белую майку. Я выступаю в профессионалах всего один месяц, поэтому я ожидала, что финиширую в конце, а не окажусь на подиуме самой большой гонки в мире женского велоспорта», — сказала Лет.
Валентина Скандолара (MCipollini Giordana), которая взяла первую зелёную майку гонки, выиграв единственный горный финиш на первом этапе, сказала: «Со своей командой я постараюсь сделать всё возможное на Джиро Роза».
| \| Результаты этапа \| Результаты этапа \| Результаты этапа \| Результаты этапа \| Результаты этапа \| \| Гонщик \| Гонщик \| Команда \| Время \| \| \| ---------------- \| ------------------ \| ------------------- \| ---------------- \| ---------------- \| \| 1-й \| Кирстен Вилд \| Нидерланды \| 2ч 53' 55 \| \| \| 2-й \| Марианна Вос \| Rabo Women \| + 0 \| \| \| 3-й \| Марта Тальяферро \| MCipollini-Giordana \| + 0 \| \| \| 4-й \| Эдита Джанелюнайте \| Pasta Zara-Cogeas \| + 0 \| \| \| 5-й \| Оксана Козончук \| RusVelo \| + 0 \| \| \| 6-й \| Аннемик ван Влётен \| Rabo Women \| + 0 \| \| \| 7-й \| Шелли Олдс \| Tibco-To the Top \| + 0 \| \| \| 8-й \| Лорен Холл \| США \| + 0 \| \| \| 9-й \| Лорен Китчен \| Wiggle Honda \| + 0 \| \| \| 10-й \| Анна Тревизо \| Vaiano Fondriest \| + 0 \| \| |                    |                     |           |
| |                    |                     |           |
| |                    |                     |           |
| Результаты этапа |                    |                     |           |
| Гонщик | Гонщик             | Команда             | Время     |
| 1-й | Кирстен Вилд       | Нидерланды          | 2ч 53' 55 |
| 2-й | Марианна Вос       | Rabo Women          | + 0       |
| 3-й | Марта Тальяферро   | MCipollini-Giordana | + 0       |
| 4-й | Эдита Джанелюнайте | Pasta Zara-Cogeas   | + 0       |
| 5-й | Оксана Козончук    | RusVelo             | + 0       |
| 6-й | Аннемик ван Влётен | Rabo Women          | + 0       |
| 7-й | Шелли Олдс         | Tibco-To the Top    | + 0       |
| 8-й | Лорен Холл         | США                 | + 0       |
| 9-й | Лорен Китчен       | Wiggle Honda        | + 0       |
| 10-й | Анна Тревизо       | Vaiano Fondriest    | + 0       |

| \| Генеральная классификация \| Генеральная классификация \| Генеральная классификация \| Генеральная классификация \| Генеральная классификация \| \| Гонщик \| Гонщик \| Команда \| Время \| \| \| ------------------------- \| ------------------------- \| ------------------------- \| ------------------------- \| ------------------------- \| \| 1-й \| Марианна Вос \| Rabo Women \| 2ч 53' 43 \| \| \| 2-й \| Кирстен Вилд \| Нидерланды \| + 2 \| \| \| 3-й \| Марта Тальяферро \| MCipollini-Giordana \| + 8 \| \| \| 4-й \| Адри Виссер \| Boels Dolmans \| + 10 \| \| \| 5-й \| Жюли Лет \| Hitec Products UCK \| + 10 \| \| \| 6-й \| Сесилия Готаас Йонсен \| Hitec Products UCK \| + 11 \| \| \| 7-й \| Айжан Жапарова \| RusVelo \| + 11 \| \| \| 8-й \| Эдита Джанелюнайте \| Pasta Zara-Cogeas \| + 12 \| \| \| 9-й \| Оксана Козончук \| RusVelo \| + 12 \| \| \| 10-й \| Аннемик ван Влётен \| Rabo Women \| + 12 \| \| |                       |                     |           |
| |                       |                     |           |
| |                       |                     |           |
| Генеральная классификация |                       |                     |           |
| Гонщик | Гонщик                | Команда             | Время     |
| 1-й | Марианна Вос          | Rabo Women          | 2ч 53' 43 |
| 2-й | Кирстен Вилд          | Нидерланды          | + 2       |
| 3-й | Марта Тальяферро      | MCipollini-Giordana | + 8       |
| 4-й | Адри Виссер           | Boels Dolmans       | + 10      |
| 5-й | Жюли Лет              | Hitec Products UCK  | + 10      |
| 6-й | Сесилия Готаас Йонсен | Hitec Products UCK  | + 11      |
| 7-й | Айжан Жапарова        | RusVelo             | + 11      |
| 8-й | Эдита Джанелюнайте    | Pasta Zara-Cogeas   | + 12      |
| 9-й | Оксана Козончук       | RusVelo             | + 12      |
| 10-й | Аннемик ван Влётен    | Rabo Women          | + 12      |

### Этап 2
| Понтеканьяно-Фаяно - Понтеканьяно-Фаяно | равнинный | (99,6 км) |

Профиль 2-го этапа

Второй этап прошёл в Кампании, в Понтеканьяно-Фаяно (провинция Салерно). Он был чуть более техничным, чем предыдущий, но всё же предназначенным для спринтеров. Женщины должны были преодолеть четыре круга общей протяженностью 100 км.
Подъём 2-го этапа, от шоссе SP28a до площади Гарибальди в Понтеканьяно-Фаяно, составлял около 80 м, но преодолевается всего за 1,2 км, а средний уклон составляет 6,6 %. На последнем круге на вершине разыгрывались очки горной классификации, поэтому у горовосходителей был выбор: идти на них или экономить силы, чтобы иметь возможность бросить вызов спринтерам, и тем самым улучшить время в генеральной классификации за 21 км до финиша, когда трасса станет гораздо более сложной.
Многие горовосходители не любят крутые спуски, на которых более тяжёлые спринтеры лучше управляют своими машинами: поэтому решающим мог оказаться именно спуск после Пьяццы, а не подъём к ней.
Благодаря крутому подъёму на каждом из четырёх кругов, второй этап выглядел более благодатной почвой для отрывов, но только на последних километрах попытки гонщиков оторваться увенчались успехом, да и то ненадолго. Мартине Брас (Boels-Dolmans) попыталась уйти на первом круге, но была быстро настигнута пелотоном, затем Аннемик ван Влёйтен (Rabo) и Джорджия Бронцини (Wiggle-Honda) ушли на подъём на втором круге, но даже работая вместе, они не смогли надолго оторваться.
Марианна Вос (Rabo) и Жюли Лет (Hitec-UCK) вновь были лидерами в промежуточном спринте в конце второго круга, Полин Ферран-Прево (Rabo) осталась третьей. На третьем круге Од Бьянник из S.C. Michela Fanini Rox удалось уйти в отрыв, и она шла достаточно хорошо, чтобы Валентина Бастианелли из Vaiano-Fondriest сделала попытку перебраться к ней; затем они организовали самый успешный отрыв дня, который на некоторое время позволил им опередить пелотон на 32 секунды. Однако вскоре после начала четвёртого, последнего, круга, когда были разыграны очки горной классификации, темп вырос, и их тоже догнали; Валентина Скандолара (MCipollini-Giordana) снова оказалась быстрее всех на вершине.
Когда подъём был завершён в последний раз, Инга Чильвинайте (Pasta Zara-Cogeas) оторвалась в одиночку и набрала 15 секунд; То, что Rabo и Wiggle-Honda бросились в погоню и не пожалели сил, чтобы убедиться, что она не прошла дальше, свидетельствовало о том, что сегодня они были нацелены на победу, а когда Argos-Shimano переместилась вверх, чтобы вывести Кирстен Вилд на позицию, не оставалось сомнений, что будет ещё один групповой спринт. Однако Вилд получила прокол за 8 км до финиша. Вос и Бронцини связывало давнее соперничество, которое длилось уже много лет, поэтому спринтерская дуэль Вос — Бронзини была столкновением титанов. В этот раз казалось, что Бронцини не сможет набрать скорость, необходимую для того, чтобы вырваться из-за спины чемпионки мира и обогнать её, но тут вмешалась судьба — Вос выбрала линию, которая привела её прямо на участок неровного, бугристого асфальта, из-за чего её ботинок отстегнулся от педали, что означало бы катастрофу для менее профессионального гонщика. К счастью, Вос имела многолетний опыт в велокроссе и удержалась в седле, хотя и потеряла достаточно скорости, чтобы Бронцини смогла добиться своего — воспользовавшись своим шансом, она опередила Вос на считанные сантиметры.
Вос, лидировавшая в генеральной классификации после первого этапа, получила бонус в 3 секунды за спринт и затем ещё 6 секунд за второе место, а Бронцини выиграла этап с 10 секундами преимущества. Тем не менее, итальянка начала день с нехарактерного для себя последнего места с отставанием в 6 минут 34 секунды; сейчас она заняла 119-е место (28 снизу) в генеральной классификации, и для лидерства ей необходимо было наверстать 6 минут 33 секунды. Тем временем Вос увеличила свой отрыв и теперь на 17 секунд опережала Марту Тальяферро (MCipollini-Giordana), занимающую второе место в генеральной классификации.
«Я очень счастлива, потому что моя последняя победа на „Джиро Роза“ была одержана целую жизнь назад [2008 год в Понтеккьо-Полезине]», — сказала Бронцини. «Вчера мне очень не повезло, потому что я дважды получила проколы в финале, финишировала последней и хотела как можно скорее изменить классификацию. Сегодня мне это удалось благодаря моим суперкомандам».
Это был ещё один близкий финиш и ещё одно второе место для Вос, которая вчера финишировала всего лишь в двух шагах от победы за голландской гонщицей Кирстен Вилд, но благодаря временным бонусам завоевала розовую майку. «Я действительно могла упасть, из-за небольшой вмятины на дороге у меня отстегнулась правая педаль. Я была очень близка к победе на этапе, но я счастлива, что осталась цела и по-прежнему в розовой майке. Меня бы не было, если бы не мои навыки езды на велосипеде, возможно, мне просто повезло», — сказала лидер гонки, Марианна Вос.
| \| Результаты этапа \| Результаты этапа \| Результаты этапа \| Результаты этапа \| Результаты этапа \| \| Гонщик \| Гонщик \| Команда \| Время \| \| \| ---------------- \| --------------------- \| ------------------- \| ---------------- \| ---------------- \| \| 1-й \| Джорджа Бронцини \| Wiggle Honda \| 2ч 34' 03 \| \| \| 2-й \| Марианна Вос \| Rabo Women \| + 0 \| \| \| 3-й \| Барбара Гуариши \| Vaiano Fondriest \| + 0 \| \| \| 4-й \| Лорен Холл \| США \| + 0 \| \| \| 5-й \| Эмили Коллинз \| Wiggle Honda \| + 0 \| \| \| 6-й \| Полин Ферран-Прево \| Rabo Women \| + 0 \| \| \| 7-й \| Оксана Козончук \| RusVelo \| + 0 \| \| \| 8-й \| Сесилия Готаас Йонсен \| Hitec Products UCK \| + 0 \| \| \| 9-й \| Алёна Омелюсик \| BePink \| + 0 \| \| \| 10-й \| Марта Тальяферро \| MCipollini-Giordana \| + 0 \| \| |                       |                     |           |
| |                       |                     |           |
| |                       |                     |           |
| Результаты этапа |                       |                     |           |
| Гонщик | Гонщик                | Команда             | Время     |
| 1-й | Джорджа Бронцини      | Wiggle Honda        | 2ч 34' 03 |
| 2-й | Марианна Вос          | Rabo Women          | + 0       |
| 3-й | Барбара Гуариши       | Vaiano Fondriest    | + 0       |
| 4-й | Лорен Холл            | США                 | + 0       |
| 5-й | Эмили Коллинз         | Wiggle Honda        | + 0       |
| 6-й | Полин Ферран-Прево    | Rabo Women          | + 0       |
| 7-й | Оксана Козончук       | RusVelo             | + 0       |
| 8-й | Сесилия Готаас Йонсен | Hitec Products UCK  | + 0       |
| 9-й | Алёна Омелюсик        | BePink              | + 0       |
| 10-й | Марта Тальяферро      | MCipollini-Giordana | + 0       |

| \| Генеральная классификация \| Генеральная классификация \| Генеральная классификация \| Генеральная классификация \| Генеральная классификация \| \| Гонщик \| Гонщик \| Команда \| Время \| \| \| ------------------------- \| ------------------------- \| ------------------------- \| ------------------------- \| ------------------------- \| \| 1-й \| Марианна Вос \| Rabo Women \| 5ч 27' 37 \| \| \| 2-й \| Марта Тальяферро \| MCipollini-Giordana \| + 17 \| \| \| 3-й \| Барбара Гуариши \| Vaiano Fondriest \| + 17 \| \| \| 4-й \| Жюли Лет \| Hitec Products UCK \| + 17 \| \| \| 5-й \| Адри Виссер \| Boels Dolmans \| + 19 \| \| \| 6-й \| Полин Ферран-Прево \| Rabo Women \| + 20 \| \| \| 7-й \| Сесилия Готаас Йонсен \| Hitec Products UCK \| + 20 \| \| \| 8-й \| Лорен Холл \| США \| + 21 \| \| \| 9-й \| Оксана Козончук \| RusVelo \| + 21 \| \| \| 10-й \| Алёна Омелюсик \| BePink \| + 21 \| \| |                       |                     |           |
| |                       |                     |           |
| |                       |                     |           |
| Генеральная классификация |                       |                     |           |
| Гонщик | Гонщик                | Команда             | Время     |
| 1-й | Марианна Вос          | Rabo Women          | 5ч 27' 37 |
| 2-й | Марта Тальяферро      | MCipollini-Giordana | + 17      |
| 3-й | Барбара Гуариши       | Vaiano Fondriest    | + 17      |
| 4-й | Жюли Лет              | Hitec Products UCK  | + 17      |
| 5-й | Адри Виссер           | Boels Dolmans       | + 19      |
| 6-й | Полин Ферран-Прево    | Rabo Women          | + 20      |
| 7-й | Сесилия Готаас Йонсен | Hitec Products UCK  | + 20      |
| 8-й | Лорен Холл            | США                 | + 21      |
| 9-й | Оксана Козончук       | RusVelo             | + 21      |
| 10-й | Алёна Омелюсик        | BePink              | + 21      |

### Этап 3
| Черро-аль-Вольтурно - Черро-аль-Вольтурно | холмистый | (111 км) |

Профиль 3-го этапа

Местность на третьем этапе стала более холмистой, а на финише был крутой 18%-ный участок с булыжниками. На этапе не было высоких вершин, первые 9 км начинались на равнине, затем следовал пологий подъём, который становился всё более крутым на пути к Via Mainarde, где разыгрывались единственные на этапе очки горной классификации (кат. 3). Горовосходители могли решить пройти оставшиеся 102 км в лёгком темпе, чтобы сохранить энергию для последующих этапов, а подъёмы во второй половине этапа могли оказаться слишком большими для спринтеров.
Пелотон разделился ещё в начале гонки, когда Валентина Скандолара (MCipollini-Giordana) провела мощную атаку на подъёме третьей категории Кастель-Сан-Винченцо на первых 10 км в попытке сохранить майку горной классификации, которую она удерживала с первого этапа, прежде чем гонка перейдет в большие горы, и за неё начнут бороться Эвелин Стивенс и, возможно, ещё более опасная Эшли Молман. Пять гонщиц — Барбара Гуариши (Vaiano-Fondriest), Лорен Холл (USA NT), Люсинда Бранд (звезда Rabo отмечала сегодня свой день рождения), Тиффани Кромвель (Orica-AIS) и Марианна Вос — оторвались от неё; Вос снова выиграла промежуточный спринт, Холл и Скандолара стали второй и третьей, а остальная группа — прямо за ними. К моменту прибытия в Изернию на 41 км дистанции им удалось оторваться от группы преследования на целую минуту.
Для группы лидеров 25-километровый участок до Поццилли оказался тяжёлой работой: пелотон, используя рельеф местности для скоростного спуска, постоянно сокращал разрыв, а Вос и Кромвель впереди просто ускорялись. Гонщики, ушедшие в отрыв, имели максимальное преимущество в 1:10, но один за другим выбывали из группы лидеров. На 65-м километре впереди остались только Вос и Кромвель. «Всё было не так агрессивно», — объясняла потом Кромвель. «Не было никаких атак. Люди начали отсеиваться из группы один за другим, когда мы начали подниматься. Где-то за 40 км до финиша остались только я и Вос — мы опередили всех остальных». Кромвель тянула на подъёмах, Вос лидировала на спусках, а на равнине они работали вместе, поэтому они достигли скорости отрыва и вместе устремились вверх по дороге.
На этапе был второй подъём третьей категории на 91 км, где Кромвель получила преимущество в 5 очков, прежде чем дуэт вышел на последний участок. На заключительных 8 км был сложный спуск к Черро-аль-Вольтурно, и именно он оказался для Кромвель гибельным: австралийка, не допустив ни одной явной ошибки («Наверное, я немного перестаралась, но продержаться за Вос так долго, как я это сделала, — само по себе достижение», — сказала она), но за 8 км до финиша на спуске потерпела аварию, когда её шины просто отказали в сцеплении. Несмотря на то, что она не получила никаких травм, кроме болезненных ссадин, и не теряла времени, чтобы встать на ноги и отправиться в путь, её шансы на участие в спринте вдвоём с чемпионкой мира исчезли (даже оператор на мотоцикле, преследующий их, с трудом обнаружил Вос — как только камера отвернулась от Кромвель, Вос была уже очень далеко впереди), а Кромвель была поглощена группой преследования, состоящей из десяти человек.
Оказавшись в одиночестве перед финишем с непреодолимым преимуществом Вос пошла наперегонки со временем и преодолела сложнейший 18%-ный булыжный последний спуск так быстро, как только могла. Это потребовало от неё много сил — она не смогла подняться с велосипеда, когда остановилась, но 45 секунд между ней и следующим гонщиком означали гораздо больше, чем те преимущества, которые она получала в промежуточных спринтах и вторых местах на первом и втором этапах. Выиграв ранее промежуточный спринт, она получила дополнительные 6 секунд; с учётом бонусных секунд за победу на этапе она опередила идущую на втором месте Клаудию Хойслер на 1 минуту 13 секунд. Марианна Вос в очередной раз продемонстрировала, что она является одной из сильнейших гонщиц мира на третьем этапе Джиро Роза.
Вместе с нидерландской чемпионкой на подиум поднялись Клаудия Хойслер (Team Tibco To The Top) и Татьяна Гудерцо (MCipollini Giordana), лучшая итальянка в генеральной классификации, финишировавшая через 45 секунд после Вос. Четвертой финишировала ветеран Фабиана Луперини (Faren Kuota), а пятой — перспективная Росселла Ратто (Hitec Products UCK), ставшая лучшей в молодёжной классификации.
«Я чувствую себя хорошо, но я бы предпочла не разбиваться после стольких километров в отрыве. Надеюсь, что на других этапах „Джиро Роза“ я буду выступать лучше», — сказала Тиффани Кромвель, победительница четвёртого этапа прошлого года.
«После двух вторых мест подряд мне нужна была победа на этапе!» — сказала Вос. «Я не планировала делать длинный отрыв и думала, что этап не такой уж и сложный. Финал был очень крутым, а с булыжниками — ещё хуже, я очень рада победе в Розе. В следующие дни я надеюсь быть с лучшими и увеличить своё преимущество в генеральной классификации», — сказала Марианна Вос.
Всё должно было изменится в горах, когда за дело возьмутся горовосходители, но и на подъёмах Вос была не лыком шита.
На третьем этапе следует особо отметить Фабиану Луперини, которая, отстав от Вос на 48 секунд, заняла четвёртое место: Луперини, которой в январе 2013 года года исполнилось 39 лет, стала рекордсменкой «Джиро Донне» (так раньше называлась «Джиро Роза»), выиграв её пять раз. Первая победа была одержана в 1995 году, затем в 1996, 1997 и 1998 годах и снова в 2008 году, через тринадцать лет (дольше, чем многие профессиональные велосипедисты) после первой победы.
| \| Результаты этапа \| Результаты этапа \| Результаты этапа \| Результаты этапа \| Результаты этапа \| \| Гонщик \| Гонщик \| Команда \| Время \| \| \| ---------------- \| -------------------- \| --------------------- \| ---------------- \| ---------------- \| \| 1-й \| Марианна Вос \| Rabo Women \| 2ч 49' 44 \| \| \| 2-й \| Клаудия Хойслер \| Tibco-To the Top \| + 45 \| \| \| 3-й \| Татьяна Гудерцо \| MCipollini-Giordana \| + 45 \| \| \| 4-й \| Фабиана Луперини \| Faren-Kuota \| + 48 \| \| \| 5-й \| Росселла Ратто \| Hitec Products UCK \| + 50 \| \| \| 6-й \| Эшли Молман \| Lotto Belisol Ladies \| + 55 \| \| \| 7-й \| Эвелин Стивенс \| Specialized-Lululemon \| + 55 \| \| \| 8-й \| Анна Ван дер Брегген \| Нидерланды \| + 58 \| \| \| 9-й \| Мара Эбботт \| США \| + 58 \| \| \| 10-й \| Шара Гиллоу \| Orica-AIS \| + 1' 02 \| \| |                      |                       |           |
| |                      |                       |           |
| |                      |                       |           |
| Результаты этапа |                      |                       |           |
| Гонщик | Гонщик               | Команда               | Время     |
| 1-й | Марианна Вос         | Rabo Women            | 2ч 49' 44 |
| 2-й | Клаудия Хойслер      | Tibco-To the Top      | + 45      |
| 3-й | Татьяна Гудерцо      | MCipollini-Giordana   | + 45      |
| 4-й | Фабиана Луперини     | Faren-Kuota           | + 48      |
| 5-й | Росселла Ратто       | Hitec Products UCK    | + 50      |
| 6-й | Эшли Молман          | Lotto Belisol Ladies  | + 55      |
| 7-й | Эвелин Стивенс       | Specialized-Lululemon | + 55      |
| 8-й | Анна Ван дер Брегген | Нидерланды            | + 58      |
| 9-й | Мара Эбботт          | США                   | + 58      |
| 10-й | Шара Гиллоу          | Orica-AIS             | + 1' 02   |

| \| Генеральная классификация \| Генеральная классификация \| Генеральная классификация \| Генеральная классификация \| Генеральная классификация \| \| Гонщик \| Гонщик \| Команда \| Время \| \| \| ------------------------- \| ------------------------- \| ------------------------- \| ------------------------- \| ------------------------- \| \| 1-й \| Марианна Вос \| Rabo Women \| 8ч 17' 08 \| \| \| 2-й \| Клаудия Хойслер \| Tibco-To the Top \| + 1' 13 \| \| \| 3-й \| Татьяна Гудерцо \| MCipollini-Giordana \| + 1' 15 \| \| \| 4-й \| Фабиана Луперини \| Faren-Kuota \| + 1' 22 \| \| \| 5-й \| Росселла Ратто \| Hitec Products UCK \| + 1' 24 \| \| \| 6-й \| Эшли Молман \| Lotto Belisol Ladies \| + 1' 29 \| \| \| 7-й \| Эвелин Стивенс \| Specialized-Lululemon \| + 1' 29 \| \| \| 8-й \| Анна Ван дер Брегген \| Нидерланды \| + 1' 32 \| \| \| 9-й \| Мара Эбботт \| США \| + 1' 32 \| \| \| 10-й \| Франческа Кауц \| Top Girls Fassa Bortolo \| + 1' 36 \| \| |                      |                         |           |
| |                      |                         |           |
| |                      |                         |           |
| Генеральная классификация |                      |                         |           |
| Гонщик | Гонщик               | Команда                 | Время     |
| 1-й | Марианна Вос         | Rabo Women              | 8ч 17' 08 |
| 2-й | Клаудия Хойслер      | Tibco-To the Top        | + 1' 13   |
| 3-й | Татьяна Гудерцо      | MCipollini-Giordana     | + 1' 15   |
| 4-й | Фабиана Луперини     | Faren-Kuota             | + 1' 22   |
| 5-й | Росселла Ратто       | Hitec Products UCK      | + 1' 24   |
| 6-й | Эшли Молман          | Lotto Belisol Ladies    | + 1' 29   |
| 7-й | Эвелин Стивенс       | Specialized-Lululemon   | + 1' 29   |
| 8-й | Анна Ван дер Брегген | Нидерланды              | + 1' 32   |
| 9-й | Мара Эбботт          | США                     | + 1' 32   |
| 10-й | Франческа Кауц       | Top Girls Fassa Bortolo | + 1' 36   |

### Этап 4
| Монте-Сан-Вито - Кастельфидардо | равнинный | (137,2 км) |

Профиль 4-го этапа

Четвёртый этап из Сан-Вито в Кастельфидардо (137 км) — самый длинный этап «Джиро Роза». Этот этап также является последним шансом для спринтеров показать хороший результат, который поможет им на следующих двух этапах, когда финиши будут располагаться на вершинах серьёзных подъёмов. Однако до финиша было ещё далеко, и на этом этапе могли быть созданы отрывы. Могло потребоваться некоторое время, чтобы на 45-километровом отрезке до подъёма третьей категории на трети дистанции сформировался хороший отрыв, но группа лидеров могла сработаться для этого. На последних 8 км подъём был не очень крутым, но после 129 км даже пологий уклон мог оказаться решающим.
На старте этапа Марианна Вос (Rabo) лидировала в генеральной классификации с преимуществом в 1 минуту 13 секунд. Группа лидеров из 13 гонщиков во главе с Клаудией Хойслер и группа преследования из 132 человек, включающая в себя несколько именитых гонщиков, отставала от лидера гонки от 3 минут до более чем часа, казалось, что каждая команда хочет собрать в отрыв как можно больше гонщиков, поэтому весь пелотон двигался на высокой скорости и держался вместе.
Тиффани Кромвель (Orica-AIS) возглавила гонку на подъёме второй категории Фабриано-Колле-Джильони и получила львиную долю очков на вершине, затем Вос вышла в лидеры по мере приближения гонки к промежуточному спринту через несколько километров и набрала ещё больше бонусных очков; Кромвель заняла второе место, а Валентина Скандолара (MCipollini-Giordana), которая собиралась быть первой на подъёме, стала третьей.
На последних 25 км гонки Валентине Бастианелли (Vaiano-Fondriest) удалось оторваться, используя подъём Jesi, не относящийся к горной классификации, и порадовать болельщиков и спонсоров своим коротким отрывом, но, поскольку группа по-прежнему двигалась с высокой скоростью, её вскоре догнали.
Команда Specialized-Lululemon недвусмысленно дала понять, что сегодня ей нужна победа на этапе, и по мере приближения к финишу переместилась в переднюю часть пелотона, чтобы быть в нужном месте и парировать каждое движение Rabobank. Эвелин Стивенс, которая, по мнению некоторых, могла бы украсть победу из-под носа у Марианны Вос, продемонстрировала свои таланты, но в итоге не смогла сравниться с Вос, которая пришла к финишу одна, опередив группу на 3 секунды. С учётом дополнительных очков, полученных в промежуточном спринте, её сегодняшнего результата хватило, чтобы увеличить общее преимущество до 1 минуты 31 секунд.
| \| Результаты этапа \| Результаты этапа \| Результаты этапа \| Результаты этапа \| Результаты этапа \| \| Гонщик \| Гонщик \| Команда \| Время \| \| \| ---------------- \| -------------------- \| ----------------------- \| ---------------- \| ---------------- \| \| 1-й \| Марианна Вос \| Rabo Women \| 3ч 14' 28 \| \| \| 2-й \| Эвелин Стивенс \| Specialized-Lululemon \| + 3 \| \| \| 3-й \| Эшли Молман \| Lotto Belisol Ladies \| + 3 \| \| \| 4-й \| Татьяна Гудерцо \| MCipollini-Giordana \| + 3 \| \| \| 5-й \| Клаудия Хойслер \| Tibco-To the Top \| + 7 \| \| \| 6-й \| Анна Ван дер Брегген \| Нидерланды \| + 9 \| \| \| 7-й \| Фабиана Луперини \| Faren-Kuota \| + 9 \| \| \| 8-й \| Франческа Кауц \| Top Girls Fassa Bortolo \| + 18 \| \| \| 9-й \| Тиффани Кромвель \| Orica-AIS \| + 20 \| \| \| 10-й \| Мара Эбботт \| США \| + 20 \| \| |                      |                         |           |
| |                      |                         |           |
| |                      |                         |           |
| Результаты этапа |                      |                         |           |
| Гонщик | Гонщик               | Команда                 | Время     |
| 1-й | Марианна Вос         | Rabo Women              | 3ч 14' 28 |
| 2-й | Эвелин Стивенс       | Specialized-Lululemon   | + 3       |
| 3-й | Эшли Молман          | Lotto Belisol Ladies    | + 3       |
| 4-й | Татьяна Гудерцо      | MCipollini-Giordana     | + 3       |
| 5-й | Клаудия Хойслер      | Tibco-To the Top        | + 7       |
| 6-й | Анна Ван дер Брегген | Нидерланды              | + 9       |
| 7-й | Фабиана Луперини     | Faren-Kuota             | + 9       |
| 8-й | Франческа Кауц       | Top Girls Fassa Bortolo | + 18      |
| 9-й | Тиффани Кромвель     | Orica-AIS               | + 20      |
| 10-й | Мара Эбботт          | США                     | + 20      |

| \| Генеральная классификация \| Генеральная классификация \| Генеральная классификация \| Генеральная классификация \| Генеральная классификация \| \| Гонщик \| Гонщик \| Команда \| Время \| \| \| ------------------------- \| ------------------------- \| ------------------------- \| ------------------------- \| ------------------------- \| \| 1-й \| Марианна Вос \| Rabo Women \| 11ч 31' 23 \| \| \| 2-й \| Татьяна Гудерцо \| MCipollini-Giordana \| + 1' 31 \| \| \| 3-й \| Клаудия Хойслер \| Tibco-To the Top \| + 1' 33 \| \| \| 4-й \| Эвелин Стивенс \| Specialized-Lululemon \| + 1' 39 \| \| \| 5-й \| Эшли Молман \| Lotto Belisol Ladies \| + 1' 41 \| \| \| 6-й \| Фабиана Луперини \| Faren-Kuota \| + 1' 44 \| \| \| 7-й \| Анна Ван дер Брегген \| Нидерланды \| + 1' 54 \| \| \| 8-й \| Росселла Ратто \| Hitec Products UCK \| + 2' 03 \| \| \| 9-й \| Мара Эбботт \| США \| + 2' 05 \| \| \| 10-й \| Франческа Кауц \| Top Girls Fassa Bortolo \| + 2' 07 \| \| |                      |                         |            |
| |                      |                         |            |
| |                      |                         |            |
| Генеральная классификация |                      |                         |            |
| Гонщик | Гонщик               | Команда                 | Время      |
| 1-й | Марианна Вос         | Rabo Women              | 11ч 31' 23 |
| 2-й | Татьяна Гудерцо      | MCipollini-Giordana     | + 1' 31    |
| 3-й | Клаудия Хойслер      | Tibco-To the Top        | + 1' 33    |
| 4-й | Эвелин Стивенс       | Specialized-Lululemon   | + 1' 39    |
| 5-й | Эшли Молман          | Lotto Belisol Ladies    | + 1' 41    |
| 6-й | Фабиана Луперини     | Faren-Kuota             | + 1' 44    |
| 7-й | Анна Ван дер Брегген | Нидерланды              | + 1' 54    |
| 8-й | Росселла Ратто       | Hitec Products UCK      | + 2' 03    |
| 9-й | Мара Эбботт          | США                     | + 2' 05    |
| 10-й | Франческа Кауц       | Top Girls Fassa Bortolo | + 2' 07    |

### Этап 5
| Варацце - Monte Beigua | горный | (73,3 км) |

Профиль 5-го этапа

Пятый этап заканчивался подъёмом к финишу с перепадом высот около 1000 м, что могло благоприятно сказаться на новом составе гонщиков. Этот этап был на 64 км короче четвёртого, но его никак нельзя было назвать более лёгким — если вчерашняя трасса была в основном равнинной с парой небольших подъёмов по пути, то сегодня финиш находился на вершине подъёма первой категории на высоте 1274 м над уровнем моря.
Сразу после старта начинался подъём на 210 м со средним уклоном 3,3 % на первых 6,3 км; это не было проблемой для гонщиков, но было совсем не радостной перспективой для спринтеров или тех, кто чувствовал себя не лучшим образом. Следующие 7,5 км до Санта-Джустины — более ровные, но не плоские, затем следовал подъём третьей категории на 174 м за 2,7 км (средний уклон 6,3 %) к Понте Джово, что делало это место идеальным для небольшой группы горовосходителей, чтобы оставить пелотон позади, тем более что спуск был не настолько крут, чтобы доставить проблемы, что позволит им сохранить набранный отрыв. Было возможно, что на 17,3 км пологого участка Понтинвреа они попытаются увеличить его ещё больше, но спуск на следующих 4,5 км мог легко сократить их число: -3% в среднем — это не крутой уклон, но здесь очевидное преимущество имел тот горовосходитель, который меньше всего боится спуска. Следующий участок спуска с 55,3 до 58,5 км со средним уклоном -4,3% имел тот же эффект.
С 58,5 км и до конца этапа всё меняется: гонщица могла прийти к этому пункту одна и с преимуществом в час, но это не имело бы ни малейшего значения, если бы у неё не оставалось сил на Монте-Бейгуа — на оставшихся 14,8 км предстояло преодолеть 1152 м со средним уклоном 7,8 %.
Не прошло и года, как Мара Эбботт, ставшая в 2010 году первой американской победительницей в истории Джиро Донне, объявила о том, что уходит из спорта на неопределённый срок, поскольку страдает анорексией. На 5-м этапе «Джиро Роза» 2013 года она превратила непреодолимое, по мнению многих, преимущество Марианны Вос в 1’31" в отставание в 3 минуты 20 секунд, и тем самым вышла в лидеры гонки с преимуществом в 1 минуту 27 секунд над занявшей второе место Татьяной Гудерцо.
Вос хорошо смотрелась на первых километрах, оставаясь в первых рядах группы лидеров на первом в этот день классифицированном подъёме на Сасселло (17,2 км от старта), хотя на вершине наибольшее количество очков вновь набрала Валентина Скандолара (MCipollini-Giordana), а сразу за ней и впереди чемпионки мира — Тиффани Кромвель (Orica-AIS). На спуске Скандолара и ещё одиннадцать человек, в том числе несколько сильных горовосходителей, объединили усилия и ушли в отрыв, что сразу же вызвало беспокойство пелотона, но они не сразу отреагировали, позволив группе лидеров уйти на 55 секунд вверх по дороге — в результате чего Валентина Карретта (MCipollini-Giordana), Меган Гарнье и Роксана Кнетеманн (обе из Rabo) заняли первое, второе и третье места в промежуточном спринте на 43,4 км. Когда до финиша оставалось менее 30 км, команды, не имевшие горовосходителей в отрыве, решили, что им действительно нужно брать дело в свои руки, и увеличили темп, сократив разрыв до 30 секунд. В этот момент Лорен Холл (национальная команда США) и Валентине Бастианелли (Vaiano-Fondriest) удалось сработаться, с новыми силами отрыв был ликвидирован, и к тому моменту, когда гонка подошла к подножию горы Бейгуа, все гонщики снова были вместе.
И тут Эвелин Стивенс (Specialized-Lululemon) сделала ход, которого все ждали с момента объявления маршрута, объединив усилия с Эббот, чтобы оказать давление на Вос. Сразу стало ясно, что нидерландка не в состоянии их преследовать — она попыталась, но в очередной раз её ноги просто не выдержали, и она отступила. Впрочем, вскоре после этого отступила и Стивенс. Это было невероятное положение дел, которое вывело из игры двух фаворитов на победу в генеральной классификации.
Однако Эббот упорно шла вперёд, и никто не мог помешать ей медленно, но верно увеличивать разрыв между собой и остальными. Она пересекла финишную черту одна, опередив на 1 минуту 44 секунды занявшую второе место Франческу Кауц (Top Girls-Fassa Bortolo).
«Я постараюсь сохранить это преимущество с помощью моих товарищей по команде», — сказала Эббот журналистам после этапа. «Они были великолепны до сих пор. Они сделали всё, что от них требовалось. Я уверена, что они будут продолжать выкладываться до конца».
Марианна Вос призналась: «Сегодня было серьёзное испытание, и я просто оказалась недостаточно хороша. Я могу придумывать всевозможные оправдания, но остальные были просто слишком сильны», — сказала она, пояснив, что, по её мнению, теперь у неё нет шансов на победу в этом году. «Я пыталась идти, но сорвалась. Темп был слишком высок, а потом я увидела, что свет постепенно гаснет. Один за другим они обгоняли меня. Через некоторое время ко мне подошла Меган Гарнье. Она взяла меня на буксир, чтобы попытаться хоть немного уменьшить наши потери, но спасать было уже нечего».
| \| Результаты этапа \| Результаты этапа \| Результаты этапа \| Результаты этапа \| Результаты этапа \| \| Гонщик \| Гонщик \| Команда \| Время \| \| \| ---------------- \| ---------------- \| ----------------------- \| ---------------- \| ---------------- \| \| 1-й \| Мара Эбботт \| США \| 2ч 25' 25 \| \| \| 2-й \| Франческа Кауц \| Top Girls Fassa Bortolo \| + 1' 44 \| \| \| 3-й \| Фабиана Луперини \| Faren-Kuota \| + 1' 49 \| \| \| 4-й \| Татьяна Гудерцо \| MCipollini-Giordana \| + 1' 51 \| \| \| 5-й \| Шара Гиллоу \| Orica-AIS \| + 2' 38 \| \| \| 6-й \| Клаудия Хойслер \| Tibco-To the Top \| + 2' 49 \| \| \| 7-й \| Евгения Высоцкая \| SC Michela Fanini Rox \| + 3' 02 \| \| \| 8-й \| Алёна Омелюсик \| BePink \| + 3' 45 \| \| \| 9-й \| Эшли Молман \| Lotto Belisol Ladies \| + 3' 51 \| \| \| 10-й \| Эвелин Стивенс \| Specialized-Lululemon \| + 3' 51 \| \| |                  |                         |           |
| |                  |                         |           |
| |                  |                         |           |
| Результаты этапа |                  |                         |           |
| Гонщик | Гонщик           | Команда                 | Время     |
| 1-й | Мара Эбботт      | США                     | 2ч 25' 25 |
| 2-й | Франческа Кауц   | Top Girls Fassa Bortolo | + 1' 44   |
| 3-й | Фабиана Луперини | Faren-Kuota             | + 1' 49   |
| 4-й | Татьяна Гудерцо  | MCipollini-Giordana     | + 1' 51   |
| 5-й | Шара Гиллоу      | Orica-AIS               | + 2' 38   |
| 6-й | Клаудия Хойслер  | Tibco-To the Top        | + 2' 49   |
| 7-й | Евгения Высоцкая | SC Michela Fanini Rox   | + 3' 02   |
| 8-й | Алёна Омелюсик   | BePink                  | + 3' 45   |
| 9-й | Эшли Молман      | Lotto Belisol Ladies    | + 3' 51   |
| 10-й | Эвелин Стивенс   | Specialized-Lululemon   | + 3' 51   |

| \| Генеральная классификация \| Генеральная классификация \| Генеральная классификация \| Генеральная классификация \| Генеральная классификация \| \| Гонщик \| Гонщик \| Команда \| Время \| \| \| ------------------------- \| ------------------------- \| ------------------------- \| ------------------------- \| ------------------------- \| \| 1-й \| Мара Эбботт \| США \| 13ч 58' 43 \| \| \| 2-й \| Татьяна Гудерцо \| MCipollini-Giordana \| + 1' 27 \| \| \| 3-й \| Фабиана Луперини \| Faren-Kuota \| + 1' 34 \| \| \| 4-й \| Клаудия Хойслер \| Tibco-To the Top \| + 2' 27 \| \| \| 5-й \| Франческа Кауц \| Top Girls Fassa Bortolo \| + 2' 30 \| \| \| 6-й \| Шара Гиллоу \| Orica-AIS \| + 2' 54 \| \| \| 7-й \| Марианна Вос \| Rabo Women \| + 3' 20 \| \| \| 8-й \| Эвелин Стивенс \| Specialized-Lululemon \| + 3' 35 \| \| \| 9-й \| Эшли Молман \| Lotto Belisol Ladies \| + 3' 37 \| \| \| 10-й \| Евгения Высоцкая \| SC Michela Fanini Rox \| + 3' 39 \| \| |                  |                         |            |
| |                  |                         |            |
| |                  |                         |            |
| Генеральная классификация |                  |                         |            |
| Гонщик | Гонщик           | Команда                 | Время      |
| 1-й | Мара Эбботт      | США                     | 13ч 58' 43 |
| 2-й | Татьяна Гудерцо  | MCipollini-Giordana     | + 1' 27    |
| 3-й | Фабиана Луперини | Faren-Kuota             | + 1' 34    |
| 4-й | Клаудия Хойслер  | Tibco-To the Top        | + 2' 27    |
| 5-й | Франческа Кауц   | Top Girls Fassa Bortolo | + 2' 30    |
| 6-й | Шара Гиллоу      | Orica-AIS               | + 2' 54    |
| 7-й | Марианна Вос     | Rabo Women              | + 3' 20    |
| 8-й | Эвелин Стивенс   | Specialized-Lululemon   | + 3' 35    |
| 9-й | Эшли Молман      | Lotto Belisol Ladies    | + 3' 37    |
| 10-й | Евгения Высоцкая | SC Michela Fanini Rox   | + 3' 39    |

### Этап 6
| Премиа - San Domenico di Varzo | горный | (121 км) |

Профиль 6-го этапа

Этап 6 начинался с длинного спуска на протяжении первых 20 км до Креволадоссолы, что ставило горовосходителей в невыгодное положение, но благоприятствовало отрывам. Было вероятным образование группы лидеров, состоящей из «грегари», которых лидеры команд выпустят вперёд, но они, скорее всего, будут сметены в мгновение ока, когда пелотон выйдет на плоский 81-километровый участок, составляющий большую часть этапа. Примерно на полпути к финишу, на 69 км, гонка проходит через Орнавассо. Это родной город Элизы Лонго Боргини, выступающей в составе команды Hitec Products-UCK, и этап был посвящён ей.
Как и накануне, исход этапа зависел от того, что произойдет на горе в конце. Эта гора, расположенная прямо на границе со Швейцарией, поднимается на высоту 1410 м — на 136 м выше, чем вчера. Подъём длиннее — 19,5 км, что в сочетании с набором высоты 1118 м даёт более мягкий средний градиент, чем на Монте-Бейгуа — 5,7 %; однако на участке между 109,8 и 115,9 км есть участок с 7 %, а со 117,2 км до финиша — настоящий градиент в 9 %.
Предполагалось, что этап 6, который почти на 50 км длиннее этапа 5 и имеет ещё один очень крутой подъём к финишу, станет этапом, на котором определится победитель общего зачёта.
Марианна Вос (Rabo) знала, что для того, чтобы выиграть гонку, ей придётся проделать трюк, возможно, выходящий за рамки её возможностей. Вместе с подругой по команде, Люсиндой Бранд, Шелли Олдс (Tibco-To The Top) и Валентиной Скандоларой (которая, похоже, была намерена провести как можно большую часть гонки где-то рядом с лидером; MCipollini-Giordana), Вос покинула пелотон на длинном спуске на первых 20 км до Креволадоссолы. К тому моменту, когда дорога выровнялась, у троицы было полминуты, но этого не хватило бы, чтобы оторваться от ускоряющегося пелотона, который их поглотил на протяжении следующих 20 км.
Вскоре после этого, на 50 км этапа, новый отрыв из девяти гонщиков вырвался вперёд и достиг преимущества в 1 минуту 12 секунд к моменту, когда Сари Саарелайнен (MCipollini-Giordana) провела Алессандру Д'Этторе (Vaiano-Fondriest) и Лорен Китчен (Wiggle-Honda) через промежуточный спринт в Орнавассо, а затем увеличила его ещё на минуту к Вилладоссоле. На этом этапе было проведено не менее трёх промежуточных спринтов, что было сделано организаторами гонки для того, чтобы сохранить интерес к равнинному участку перед большим подъёмом в конце; Малгожата Ясинска (MCipollini-Giordana) была первой на втором спринте, Саарелайнен и Китчен были сразу за ней, затем Саарелайнен заняла первое место на третьем, за ней следовали Д'Этторе и Адри Виссер (Boels-Dolmans). К этому времени пелотон резко сократил своё отставание до более приемлемых 1 минуты 10 секунд.
За 20 км до финиша дорога начала набирать высоту, что позволило пелотону окончательно сократить отставание от группы лидеров. Спустя несколько километров, когда уклон стал действительно значительным, впереди собралась большая группа из восемнадцати горовосходителей, имеющих шансы добраться до вершины 1400 м с приличным временем. Однако, ни Вос, ни Стивенс (Specialized-Lululemon), ни даже Молман (Lotto-Belisol) — не смогли удержаться за Эббот, когда она увеличила темп; американка просто оставила их позади и уехала в одиночку к очередной впечатляющей победе на этапе.
После этапа было объявлено, что Фабиана Луперини, самая успешная победительница «Джиро Донне», дисквалифицирована, так как она выступала на велосипеде весом меньше минимального, установленного правилами UCI.
«Благодаря моим товарищам по команде я легко справилась с гонкой и проехала её на максимуме своих возможностей», — сказала на финише улыбающаяся Эбботт. «Сегодня был, безусловно, важный этап, но Кремона ещё далеко. У нас ещё два этапа, и всё может измениться».
Директор сборной США, Джек Сихафер, охарактеризовал события дня так: «План по контролю гонки от старта до финиша был выполнен идеально. Сегодняшняя гонка была отличной, я имею в виду отличную командную работу», — сказал Сихафер. «Девушки выполнили план: они ехали как одна команда и контролировали ход гонки до последнего подъёма, что позволило Маре поработать на последних 10 километрах. После предварительного просмотра трассы мы поняли, что нам будет выгодно, если мы сможем контролировать её до этого момента. Мара смогла выполнить свою работу и выиграть время, так как мы знали, что хотим иметь 2,5 минуты преимущества перед субботой и индивидуальной гонкой в воскресенье. Это была потрясающая командная работа женщин, и все они вышли на тот уровень профессионализма, который от них требовался».
| \| Результаты этапа \| Результаты этапа \| Результаты этапа \| Результаты этапа \| Результаты этапа \| \| Гонщик \| Гонщик \| Команда \| Время \| \| \| ---------------- \| ---------------- \| ----------------------- \| ---------------- \| ---------------- \| \| 1-й \| Мара Эбботт \| США \| 3ч 16' 01 \| \| \| 2-й \| Клаудия Хойслер \| Tibco-To the Top \| + 24 \| \| \| 3-й \| Франческа Кауц \| Top Girls Fassa Bortolo \| + 34 \| \| \| 4-й \| Фабиана Луперини \| Faren-Kuota \| + 41 \| \| \| 5-й \| Татьяна Гудерцо \| MCipollini-Giordana \| + 1' 03 \| \| \| 6-й \| Эвелин Стивенс \| Specialized-Lululemon \| + 1' 32 \| \| \| 7-й \| Марианна Вос \| Rabo Women \| + 1' 39 \| \| \| 8-й \| Шара Гиллоу \| Orica-AIS \| + 1' 46 \| \| \| 9-й \| Эшли Молман \| Lotto Belisol Ladies \| + 1' 52 \| \| \| 10-й \| Евгения Высоцкая \| SC Michela Fanini Rox \| + 1' 53 \| \| |                  |                         |           |
| |                  |                         |           |
| |                  |                         |           |
| Результаты этапа |                  |                         |           |
| Гонщик | Гонщик           | Команда                 | Время     |
| 1-й | Мара Эбботт      | США                     | 3ч 16' 01 |
| 2-й | Клаудия Хойслер  | Tibco-To the Top        | + 24      |
| 3-й | Франческа Кауц   | Top Girls Fassa Bortolo | + 34      |
| 4-й | Фабиана Луперини | Faren-Kuota             | + 41      |
| 5-й | Татьяна Гудерцо  | MCipollini-Giordana     | + 1' 03   |
| 6-й | Эвелин Стивенс   | Specialized-Lululemon   | + 1' 32   |
| 7-й | Марианна Вос     | Rabo Women              | + 1' 39   |
| 8-й | Шара Гиллоу      | Orica-AIS               | + 1' 46   |
| 9-й | Эшли Молман      | Lotto Belisol Ladies    | + 1' 52   |
| 10-й | Евгения Высоцкая | SC Michela Fanini Rox   | + 1' 53   |

| \| Генеральная классификация \| Генеральная классификация \| Генеральная классификация \| Генеральная классификация \| Генеральная классификация \| \| Гонщик \| Гонщик \| Команда \| Время \| \| \| ------------------------- \| ------------------------- \| ------------------------- \| ------------------------- \| ------------------------- \| \| 1-й \| Мара Эбботт \| США \| 17ч 14' 34 \| \| \| 2-й \| Фабиана Луперини \| Faren-Kuota \| + 2' 25 \| \| \| 3-й \| Татьяна Гудерцо \| MCipollini-Giordana \| + 2' 40 \| \| \| 4-й \| Клаудия Хойслер \| Tibco-To the Top \| + 2' 55 \| \| \| 5-й \| Франческа Кауц \| Top Girls Fassa Bortolo \| + 3' 10 \| \| \| 6-й \| Шара Гиллоу \| Orica-AIS \| + 4' 50 \| \| \| 7-й \| Марианна Вос \| Rabo Women \| + 5' 09 \| \| \| 8-й \| Эвелин Стивенс \| Specialized-Lululemon \| + 5' 17 \| \| \| 9-й \| Эшли Молман \| Lotto Belisol Ladies \| + 5' 39 \| \| \| 10-й \| Евгения Высоцкая \| SC Michela Fanini Rox \| + 5' 42 \| \| |                  |                         |            |
| |                  |                         |            |
| |                  |                         |            |
| Генеральная классификация |                  |                         |            |
| Гонщик | Гонщик           | Команда                 | Время      |
| 1-й | Мара Эбботт      | США                     | 17ч 14' 34 |
| 2-й | Фабиана Луперини | Faren-Kuota             | + 2' 25    |
| 3-й | Татьяна Гудерцо  | MCipollini-Giordana     | + 2' 40    |
| 4-й | Клаудия Хойслер  | Tibco-To the Top        | + 2' 55    |
| 5-й | Франческа Кауц   | Top Girls Fassa Bortolo | + 3' 10    |
| 6-й | Шара Гиллоу      | Orica-AIS               | + 4' 50    |
| 7-й | Марианна Вос     | Rabo Women              | + 5' 09    |
| 8-й | Эвелин Стивенс   | Specialized-Lululemon   | + 5' 17    |
| 9-й | Эшли Молман      | Lotto Belisol Ladies    | + 5' 39    |
| 10-й | Евгения Высоцкая | SC Michela Fanini Rox   | + 5' 42    |

### Этап 7
| Корбетта - Корбетта | равнинный | (120 км) |

Профиль 7-го этапа

Седьмой этап — кольцевая гонка вокруг Корбетты, был рассчитан на спринтеров и должен был позволить Эббот сохранить лидерство в общем зачёте перед заключительным этапом в воскресенье. Он состоял из восьми кругов по 15-километровой трассе с общим перепадом высоты в 16 м на каждом из них. Всё сводилось к вопросу, кто из гонщиков лучше восстановился за ночь и, как следствие, сможет выдать наибольшую мощность в групповом спринте, который почти наверняка будет неизбежен, как только финиш окажется в пределах видимости.
На первых кругах несколько гонщиков пытались вырваться вперёд, и на короткое время показалось, что Лорен Китчен (Wiggle-Honda), Анастасия Чулкова (RusVelo) и Инга Чильвинайте (Pasta Zara-Cogeas) могут даже сделать это, но из-за отсутствия технических участков пелотон двигался вперёд на огромной скорости, и вскоре стало ясно, что единственный способ оторваться от группы — это сбросить скорость.
Промежуточный спринт на 103,3 км достался Татьяне Гудерцо (MCipollini-Giordana), которая принесла второму месту в общем зачёте несколько бонусных секунд, которые не сильно повлияли на конечный результат. Клаудия Хойслер (Tibco-To The Top) и Валентина Скандолара (MCipollini-Giordana) стали второй и третьей.
Поражение Марианны Вос на подъёмах 5 и 6 этапов стало большой неожиданностью и фактически лишило её шансов на победу в генеральной классификации; в то же время её мощь в спринте на финише не стала неожиданностью, и никто из 25 гонщиков, шедших с ней, включая давнюю соперницу, Джорджию Бронцини (Wiggle-Honda), не смог обойти её. В результате она получила бонусные секунды, но всё равно закончила этап с отставанием в 4 минуты 50 секунд от лидера. Лидер гонки, Мара Эбботт (национальная сборная США) финишировала в третьей группе, заняв 52-е место с результатом +9 секунд, но при общем преимуществе в 2 минуты 28 секунд после этапа, скорее потребовалось бы больше усилий, чтобы потерять это преимущество, чем сохранить его в завтрашней индивидуальной гонке.
«Жаль, что в этом году я не смогла побороться за розовую майку, хотя три победы на этапах — это совсем неплохо, когда до финиша гонки остается всего один день. Я страдала на длинных подъёмах, но каждый день выкладывалась по максимуму, чтобы отдать должное этой впечатляющей гонке и потрясающей публике, которая всегда готова нас поддержать», — сказала Вос на финише этапа.
Занявшая в этот день второе место Бронцини была удовлетворена тем, что в спринте уступила действующей чемпионке мира, Вос. После одной победы на этапе и одного места на подиуме в этом году гонщица Wiggle-Honda покидала гонку с хорошими чувствами. «Я пыталась догнать Марианну за 150 метров до финиша, но она была просто непобедима. Никаких оправданий, она сильнейшая, и сегодня она очень хотела выиграть этап, так как уже потеряла возможность занять хорошее место в генеральной классификации. Что касается моего выступления в гонке, то я очень довольна тем, что выиграла отличный этап в Понтеканьяно-Фаяно и уже дважды финишировала на подиуме», — сказала Бронцини.
Лидер гонки Мара Эбботт (сборная США) чувствовала себя комфортно после небольшого количества атак, но не хотела позволять себе наслаждаться почти уверенной победой в генеральной классификации до финальной индивидуальной гонки. «До завтрашнего дня я не могу подтвердить победу на „Джиро Роза“. Я увижу вас через 24 часа, чтобы прокомментировать розовую майку, которую я ношу», — сказала Эббот после предпоследнего этапа.
| \| Результаты этапа \| Результаты этапа \| Результаты этапа \| Результаты этапа \| Результаты этапа \| \| Гонщик \| Гонщик \| Команда \| Время \| \| \| ---------------- \| ---------------- \| ------------------- \| ---------------- \| ---------------- \| \| 1-й \| Марианна Вос \| Rabo Women \| 2ч 52' 07 \| \| \| 2-й \| Джорджа Бронцини \| Wiggle Honda \| + 0 \| \| \| 3-й \| Шелли Олдс \| Tibco-To the Top \| + 0 \| \| \| 4-й \| Кирстен Вилд \| Нидерланды \| + 0 \| \| \| 5-й \| Барбара Гуариши \| Vaiano Fondriest \| + 0 \| \| \| 6-й \| Марта Тальяферро \| MCipollini-Giordana \| + 0 \| \| \| 7-й \| Оксана Козончук \| RusVelo \| + 0 \| \| \| 8-й \| Алёна Омелюсик \| BePink \| + 0 \| \| \| 9-й \| Джиада Боргато \| Pasta Zara-Cogeas \| + 0 \| \| \| 10-й \| Мелисса Хоскинс \| Orica-AIS \| + 0 \| \| |                  |                     |           |
| |                  |                     |           |
| |                  |                     |           |
| Результаты этапа |                  |                     |           |
| Гонщик | Гонщик           | Команда             | Время     |
| 1-й | Марианна Вос     | Rabo Women          | 2ч 52' 07 |
| 2-й | Джорджа Бронцини | Wiggle Honda        | + 0       |
| 3-й | Шелли Олдс       | Tibco-To the Top    | + 0       |
| 4-й | Кирстен Вилд     | Нидерланды          | + 0       |
| 5-й | Барбара Гуариши  | Vaiano Fondriest    | + 0       |
| 6-й | Марта Тальяферро | MCipollini-Giordana | + 0       |
| 7-й | Оксана Козончук  | RusVelo             | + 0       |
| 8-й | Алёна Омелюсик   | BePink              | + 0       |
| 9-й | Джиада Боргато   | Pasta Zara-Cogeas   | + 0       |
| 10-й | Мелисса Хоскинс  | Orica-AIS           | + 0       |

| \| Генеральная классификация \| Генеральная классификация \| Генеральная классификация \| Генеральная классификация \| Генеральная классификация \| \| Гонщик \| Гонщик \| Команда \| Время \| \| \| ------------------------- \| ------------------------- \| ------------------------- \| ------------------------- \| ------------------------- \| \| 1-й \| Мара Эбботт \| США \| 20ч 06' 50 \| \| \| 2-й \| Татьяна Гудерцо \| MCipollini-Giordana \| + 2' 28 \| \| \| 3-й \| Клаудия Хойслер \| Tibco-To the Top \| + 2' 52 \| \| \| 4-й \| Франческа Кауц \| Top Girls Fassa Bortolo \| + 3' 01 \| \| \| 5-й \| Марианна Вос \| Rabo Women \| + 4' 50 \| \| \| 6-й \| Шара Гиллоу \| Orica-AIS \| + 4' 50 \| \| \| 7-й \| Эвелин Стивенс \| Specialized-Lululemon \| + 5' 17 \| \| \| 8-й \| Эшли Молман \| Lotto Belisol Ladies \| + 5' 39 \| \| \| 9-й \| Евгения Высоцкая \| SC Michela Fanini Rox \| + 5' 42 \| \| \| 10-й \| Алёна Омелюсик \| BePink \| + 7' 42 \| \| |                  |                         |            |
| |                  |                         |            |
| |                  |                         |            |
| Генеральная классификация |                  |                         |            |
| Гонщик | Гонщик           | Команда                 | Время      |
| 1-й | Мара Эбботт      | США                     | 20ч 06' 50 |
| 2-й | Татьяна Гудерцо  | MCipollini-Giordana     | + 2' 28    |
| 3-й | Клаудия Хойслер  | Tibco-To the Top        | + 2' 52    |
| 4-й | Франческа Кауц   | Top Girls Fassa Bortolo | + 3' 01    |
| 5-й | Марианна Вос     | Rabo Women              | + 4' 50    |
| 6-й | Шара Гиллоу      | Orica-AIS               | + 4' 50    |
| 7-й | Эвелин Стивенс   | Specialized-Lululemon   | + 5' 17    |
| 8-й | Эшли Молман      | Lotto Belisol Ladies    | + 5' 39    |
| 9-й | Евгения Высоцкая | SC Michela Fanini Rox   | + 5' 42    |
| 10-й | Алёна Омелюсик   | BePink                  | + 7' 42    |

### Этап 8
| Кремона - Кремона | индивидуальная разделка | (16 км) |

Профиль 8-го этапа

Индивидуальная гонка с раздельным стартом — это захватывающий способ завершить длинную многодневку: за всю историю велоспорта было много отличных горовосходителей, которые также могли хорошо выступить в индивидуальной гонке, но мало кто из них мог соперничать с настоящими специалистами по гонкам на время, и в результате были нередки случаи, когда лидер генеральной классификации, заработавший приличное преимущество в горах, в последний день внезапно проигрывал. В этой гонке было несколько отличных горовосходителей, но было и несколько очень хороших спринтеров, поэтому горовосходителям нужно было хорошо выступить, если они хотели сохранить свои места в общем зачёте.
Нидерландская чемпионка по гонкам на время, Эллен ван Дейк (Specialized-Lululemon) была фаворитом на победу в индивидуальной гонке на заключительном этапе «Джиро Роза», но, выходя на этап с отставанием в 21 минуту 16 секунд от лидера гонки Мары Эбботт (сборная США), она не имела шансов победить в генеральной классификации. Однако, учитывая, что на втором месте с отставанием в 2 минуты 28 секунд находилось ещё несколько хороших гонщиц, в том числе чемпионка Италии, Татьяна Гудерцо (MCipollini-Giordana), победа Эбботт была далеко не очевидна.
Подруга ван Дейк по команде Lululemon, Тайлер Уайлз, была тридцатой из 128 оставшихся участниц гонки и установила первое контрольное время — 22 минуты 22 секунды, что позволило ей продержаться в лидерах более часа и обеспечило шестое место по итогам этапа. Чемпионка Франции, Полин Ферран-Прево (Rabo) первой побила это время, отняв от него 12 секунд, но когда вскоре после неё на дистанцию вышла ван Дейк и финишировала почти на минуту быстрее, стало ясно, что оставшиеся гонщики будут бороться за второе и третье места.
Марианна Вос (Rabo), от которой многие ожидали третьей подряд победы в генеральной классификации, выиграла классификацию по очкам за три победы на этапах.
Франческа Кауц (Top Girls Fassa Bortolo), одно из откровений этого года с её навыками горовосхождения, стала лучшей гонщицей в молодёжной квалификации.
Эббот начала день с преимуществом в 2 минуты 28 секунд, но в борьбе со специалистами по гонкам на время ей пришлось значительно пожертвовать своим преимуществом — она финишировала 38-й, на 2 минуты 13 секунд медленнее ван Дейк. Однако её выступления в горах в начале гонки оказалось достаточно: к концу дня она по-прежнему лидировала с отрывом в 1 минуту 33 секунды. В последний раз она выиграла эту гонку три года назад. Кроме этого, два горных этапа, которые Эббот выиграла накануне, принесли ей майку горной классификации.
Эллен Ван Дейк и Эвелин Стивенс финишировали, соответственно, первой и второй в составе команды Specialized-lululemon. Ван Дейк преодолела 16-километровую дистанцию в Кремоне за 21:12, на 35 секунд быстрее своей подруги по команде Эвелин Стивенс и на 53 секунды быстрее австралийской чемпионки Шары Гиллоу (Orica-AIS), которая замкнула тройку лидеров.
«Я была фаворитом на этом этапе, но конец гонки всегда непредсказуем», — сказала Ван Дейк. «Я очень рада, что достигла своей цели».
Мара Эббот, чемпионка «Джиро Роза» 2011 года, одержала вторую победу в генеральной классификации: с результатом 23:26 она получила розовую майку. Хотя Татьяна Гудерцо (MCipollini Giordana), занявшая второе место в генеральной классификации, и Клаудия Хойслер (Team TIBCO), чемпионка «Джиро Роза» 2009 года, закончили индивидуальную гонку быстрее Эбботт, они уступили американке 1:33 и 2:18 соответственно.
«Наконец-то я могу сказать, что мне удалось это сделать! Спасибо моей команде, публике и всем тем, кто верил в меня», — сказала Эбботт после церемонии награждения. «Сейчас я съем мороженое, соберу вещи и улечу домой, где буду праздновать со своей семьей и друзьями. Я вернусь на „Джиро“, чтобы ещё раз попытаться стать лучшей и почувствовать тепло итальянских болельщиков».
Гудерцо, чемпионка Италии в гонке с раздельным стартом, осталась довольна своим выступлением на «Джиро Роза» и с нетерпением ожидала чемпионата мира, который должен был пройти в Тоскане (Италия) в конце сезона. «Как и каждый гонщик на „Джиро“, я мечтала о розовой майке, но я очень довольна своим результатом», — сказала Гудерцо. «Я также хочу поблагодарить своих товарищей по команде и директора гонки, Ривольту, за их тяжёлую работу. Это была действительно замечательная Джиро».
| \| Результаты этапа \| Результаты этапа \| Результаты этапа \| Результаты этапа \| Результаты этапа \| \| Гонщик \| Гонщик \| Команда \| Время \| \| \| ---------------- \| --------------------- \| --------------------- \| ---------------- \| ---------------- \| \| 1-й \| Эллен Ван Дейк \| Specialized-Lululemon \| 21' 12 \| \| \| 2-й \| Эвелин Стивенс \| Specialized-Lululemon \| + 35 \| \| \| 3-й \| Шара Гиллоу \| Orica-AIS \| + 52 \| \| \| 4-й \| Полин Ферран-Прево \| Rabo Women \| + 57 \| \| \| 5-й \| Линда Виллумсен \| Wiggle Honda \| + 1' 02 \| \| \| 6-й \| Тайлер Уайлз \| Specialized-Lululemon \| + 1' 10 \| \| \| 7-й \| Лус Гюнневейк \| Orica-AIS \| + 1' 11 \| \| \| 8-й \| Анна Ван дер Брегген \| Нидерланды \| + 1' 13 \| \| \| 9-й \| Александра Бурченкова \| RusVelo \| + 1' 15 \| \| \| 10-й \| Кармен Смолл \| Specialized-Lululemon \| + 1' 17 \| \| |                       |                       |         |
| |                       |                       |         |
| |                       |                       |         |
| Результаты этапа |                       |                       |         |
| Гонщик | Гонщик                | Команда               | Время   |
| 1-й | Эллен Ван Дейк        | Specialized-Lululemon | 21' 12  |
| 2-й | Эвелин Стивенс        | Specialized-Lululemon | + 35    |
| 3-й | Шара Гиллоу           | Orica-AIS             | + 52    |
| 4-й | Полин Ферран-Прево    | Rabo Women            | + 57    |
| 5-й | Линда Виллумсен       | Wiggle Honda          | + 1' 02 |
| 6-й | Тайлер Уайлз          | Specialized-Lululemon | + 1' 10 |
| 7-й | Лус Гюнневейк         | Orica-AIS             | + 1' 11 |
| 8-й | Анна Ван дер Брегген  | Нидерланды            | + 1' 13 |
| 9-й | Александра Бурченкова | RusVelo               | + 1' 15 |
| 10-й | Кармен Смолл          | Specialized-Lululemon | + 1' 17 |

## Лидеры классификаций
| Этап |                         | Победитель _     | Генеральная классификация | Очковая      | Горная               | Молодёжная           | Национальная     |
| ---- | ----------------------- | ---------------- | ------------------------- | ------------ | -------------------- | -------------------- | ---------------- |
| 1    | равнинный               | Кирстен Вилд     | Марианна Вос              | Кирстен Вилд | Валентина Скандолара | Жюли Лет             | Марта Тальяферро |
| 2    | равнинный               | Джорджа Бронцини | Марианна Вос              | Марианна Вос | Валентина Скандолара | Барбара Гуариши      | Марта Тальяферро |
| 3    | холмистый               | Марианна Вос     | Марианна Вос              | Марианна Вос | Валентина Скандолара | Росселла Ратто       | Татьяна Гудерцо  |
| 4    | равнинный               | Марианна Вос     | Марианна Вос              | Марианна Вос | Марианна Вос         | Анна Ван дер Брегген | Татьяна Гудерцо  |
| 5    | горный                  | Мара Эбботт      | Мара Эбботт               | Марианна Вос | Тиффани Кромвель     | Франческа Кауц       | Татьяна Гудерцо  |
| 6    | горный                  | Мара Эбботт      | Мара Эбботт               | Марианна Вос | Мара Эбботт          | Франческа Кауц       | Татьяна Гудерцо  |
| 7    | равнинный               | Марианна Вос     | Мара Эбботт               | Марианна Вос | Мара Эбботт          | Франческа Кауц       | Татьяна Гудерцо  |
| 8    | индивидуальная разделка | Эллен Ван Дейк   | Мара Эбботт               | Марианна Вос | Мара Эбботт          | Франческа Кауц       | Татьяна Гудерцо  |
| Итог | Итог                    |                  | Мара Эбботт               | Марианна Вос | Мара Эбботт          | Франческа Кауц       | Татьяна Гудерцо  |

## Итоговое положение
| \| Генеральная классификация \| Генеральная классификация \| Генеральная классификация \| Генеральная классификация \| Генеральная классификация \| \| Гонщик \| Гонщик \| Команда \| Время \| \| \| ------------------------- \| ------------------------- \| ------------------------- \| ------------------------- \| ------------------------- \| \| 1-й \| Мара Эбботт \| Exergy Twenty16 \| 20ч 30' 15 \| \| \| 2-й \| Татьяна Гудерцо \| MCipollini-Giordana \| + 1' 33 \| \| \| 3-й \| Клаудия Хойслер \| Tibco-To the Top \| + 2' 18 \| \| \| 4-й \| Шара Гиллоу \| Orica-AIS \| + 3' 29 \| \| \| 5-й \| Эвелин Стивенс \| Specialized-Lululemon \| + 3' 39 \| \| \| 6-й \| Марианна Вос \| Rabo Women \| + 4' 08 \| \| \| 7-й \| Франческа Кауц \| Top Girls Fassa Bortolo \| + 4' 25 \| \| \| 8-й \| Эшли Молман \| Lotto Belisol Ladies \| + 5' 23 \| \| \| 9-й \| Евгения Высоцкая \| SC Michela Fanini Rox \| + 6' 48 \| \| \| 10-й \| Алёна Омелюсик \| BePink \| + 7' 25 \| \| |                  |                         |            |
| |                  |                         |            |
| |                  |                         |            |
| Генеральная классификация |                  |                         |            |
| Гонщик | Гонщик           | Команда                 | Время      |
| 1-й | Мара Эбботт      | Exergy Twenty16         | 20ч 30' 15 |
| 2-й | Татьяна Гудерцо  | MCipollini-Giordana     | + 1' 33    |
| 3-й | Клаудия Хойслер  | Tibco-To the Top        | + 2' 18    |
| 4-й | Шара Гиллоу      | Orica-AIS               | + 3' 29    |
| 5-й | Эвелин Стивенс   | Specialized-Lululemon   | + 3' 39    |
| 6-й | Марианна Вос     | Rabo Women              | + 4' 08    |
| 7-й | Франческа Кауц   | Top Girls Fassa Bortolo | + 4' 25    |
| 8-й | Эшли Молман      | Lotto Belisol Ladies    | + 5' 23    |
| 9-й | Евгения Высоцкая | SC Michela Fanini Rox   | + 6' 48    |
| 10-й | Алёна Омелюсик   | BePink                  | + 7' 25    |

| Генеральная классификация | Генеральная классификация | Генеральная классификация | Генеральная классификация | Генеральная классификация |
| Гонщик                    | Гонщик                    | Команда                   | Время                     |                           |
| ------------------------- | ------------------------- | ------------------------- | ------------------------- | ------------------------- |
| 1-й                       | Мара Эбботт               | Exergy Twenty16           | 20ч 30' 15                |                           |
| 2-й                       | Татьяна Гудерцо           | MCipollini-Giordana       | + 1' 33                   |                           |
| 3-й                       | Клаудия Хойслер           | Tibco-To the Top          | + 2' 18                   |                           |
| 4-й                       | Шара Гиллоу               | Orica-AIS                 | + 3' 29                   |                           |
| 5-й                       | Эвелин Стивенс            | Specialized-Lululemon     | + 3' 39                   |                           |
| 6-й                       | Марианна Вос              | Rabo Women                | + 4' 08                   |                           |
| 7-й                       | Франческа Кауц            | Top Girls Fassa Bortolo   | + 4' 25                   |                           |
| 8-й                       | Эшли Молман               | Lotto Belisol Ladies      | + 5' 23                   |                           |
| 9-й                       | Евгения Высоцкая          | SC Michela Fanini Rox     | + 6' 48                   |                           |
| 10-й                      | Алёна Омелюсик            | BePink                    | + 7' 25                   |                           |

| Очковая классификация | Очковая классификация | Очковая классификация   | Очковая классификация | Очковая классификация |
| Гонщик                | Гонщик                | Команда                 | Очки                  |                       |
| --------------------- | --------------------- | ----------------------- | --------------------- | --------------------- |
| 1-й                   | Марианна Вос          | Rabo Women              | 74 очков              |                       |
| 2-й                   | Клаудия Хойслер       | Tibco-To the Top        | 35 очков              |                       |
| 3-й                   | Эвелин Стивенс        | Specialized-Lululemon   | 35 очков              |                       |
| 4-й                   | Татьяна Гудерцо       | MCipollini-Giordana     | 34 очков              |                       |
| 5-й                   | Мара Эбботт           | Exergy Twenty16         | 33 очков              |                       |
| 6-й                   | Джорджа Бронцини      | Wiggle Honda            | 27 очков              |                       |
| 7-й                   | Франческа Кауц        | Top Girls Fassa Bortolo | 25 очков              |                       |
| 8-й                   | Кирстен Вилд          | Skil-Argos              | 23 очков              |                       |
| 9-й                   | Шара Гиллоу           | Orica-AIS               | 21 очков              |                       |
| 10-й                  | Эшли Молман           | Lotto Belisol Ladies    | 20 очков              |                       |

| Очковая классификация | Очковая классификация | Очковая классификация   | Очковая классификация | Очковая классификация |
| Гонщик                | Гонщик                | Команда                 | Очки                  |                       |
| --------------------- | --------------------- | ----------------------- | --------------------- | --------------------- |
| 1-й                   | Марианна Вос          | Rabo Women              | 74 очков              |                       |
| 2-й                   | Клаудия Хойслер       | Tibco-To the Top        | 35 очков              |                       |
| 3-й                   | Эвелин Стивенс        | Specialized-Lululemon   | 35 очков              |                       |
| 4-й                   | Татьяна Гудерцо       | MCipollini-Giordana     | 34 очков              |                       |
| 5-й                   | Мара Эбботт           | Exergy Twenty16         | 33 очков              |                       |
| 6-й                   | Джорджа Бронцини      | Wiggle Honda            | 27 очков              |                       |
| 7-й                   | Франческа Кауц        | Top Girls Fassa Bortolo | 25 очков              |                       |
| 8-й                   | Кирстен Вилд          | Skil-Argos              | 23 очков              |                       |
| 9-й                   | Шара Гиллоу           | Orica-AIS               | 21 очков              |                       |
| 10-й                  | Эшли Молман           | Lotto Belisol Ladies    | 20 очков              |                       |

| Горная классификация | Горная классификация | Горная классификация    | Горная классификация | Горная классификация |
| Гонщик               | Гонщик               | Команда                 | Очки                 |                      |
| -------------------- | -------------------- | ----------------------- | -------------------- | -------------------- |
| 1-й                  | Мара Эбботт          | Exergy Twenty16         | 30 очков             |                      |
| 2-й                  | Тиффани Кромвель     | Orica-AIS               | 23 очков             |                      |
| 3-й                  | Валентина Скандолара | MCipollini-Giordana     | 22 очков             |                      |
| 4-й                  | Марианна Вос         | Rabo Women              | 22 очков             |                      |
| 5-й                  | Франческа Кауц       | Top Girls Fassa Bortolo | 20 очков             |                      |
| 6-й                  | Татьяна Гудерцо      | MCipollini-Giordana     | 17 очков             |                      |
| 7-й                  | Клаудия Хойслер      | Tibco-To the Top        | 16 очков             |                      |
| 8-й                  | Эвелин Стивенс       | Specialized-Lululemon   | 13 очков             |                      |
| 9-й                  | Алёна Омелюсик       | BePink                  | 10 очков             |                      |
| 10-й                 | Шара Гиллоу          | Orica-AIS               | 5 очков              |                      |

| Горная классификация | Горная классификация | Горная классификация    | Горная классификация | Горная классификация |
| Гонщик               | Гонщик               | Команда                 | Очки                 |                      |
| -------------------- | -------------------- | ----------------------- | -------------------- | -------------------- |
| 1-й                  | Мара Эбботт          | Exergy Twenty16         | 30 очков             |                      |
| 2-й                  | Тиффани Кромвель     | Orica-AIS               | 23 очков             |                      |
| 3-й                  | Валентина Скандолара | MCipollini-Giordana     | 22 очков             |                      |
| 4-й                  | Марианна Вос         | Rabo Women              | 22 очков             |                      |
| 5-й                  | Франческа Кауц       | Top Girls Fassa Bortolo | 20 очков             |                      |
| 6-й                  | Татьяна Гудерцо      | MCipollini-Giordana     | 17 очков             |                      |
| 7-й                  | Клаудия Хойслер      | Tibco-To the Top        | 16 очков             |                      |
| 8-й                  | Эвелин Стивенс       | Specialized-Lululemon   | 13 очков             |                      |
| 9-й                  | Алёна Омелюсик       | BePink                  | 10 очков             |                      |
| 10-й                 | Шара Гиллоу          | Orica-AIS               | 5 очков              |                      |

| Молодёжная классификация | Молодёжная классификация | Молодёжная классификация | Молодёжная классификация | Молодёжная классификация |
| Гонщик                   | Гонщик                   | Команда                  | Время                    |                          |
| ------------------------ | ------------------------ | ------------------------ | ------------------------ | ------------------------ |
| 1-й                      | Франческа Кауц           | Top Girls Fassa Bortolo  | 20ч 34' 40               |                          |
| 2-й                      | Росселла Ратто           | Hitec Products UCK       | + 3' 34                  |                          |
| 3-й                      | Джорджия Уильямс         | BePink                   | + 6' 46                  |                          |
| 4-й                      | Анна Ван дер Брегген     | Sengers                  | + 8' 56                  |                          |
| 5-й                      | Джесси Дамс              | Boels Dolmans            | + 10' 09                 |                          |
| 6-й                      | Полин Ферран-Прево       | Rabo Women               | + 17' 13                 |                          |
| 7-й                      | Далия Муччоли            | BePink                   | + 17' 35                 |                          |
| 8-й                      | Серика Гулума            | Vaiano Fondriest         | + 20' 38                 |                          |
| 9-й                      | Ингрид Дрексель          | Pasta Zara-Cogeas        | + 24' 20                 |                          |
| 10-й                     | Валентина Скандолара     | MCipollini-Giordana      | + 27' 42                 |                          |

| Молодёжная классификация | Молодёжная классификация | Молодёжная классификация | Молодёжная классификация | Молодёжная классификация |
| Гонщик                   | Гонщик                   | Команда                  | Время                    |                          |
| ------------------------ | ------------------------ | ------------------------ | ------------------------ | ------------------------ |
| 1-й                      | Франческа Кауц           | Top Girls Fassa Bortolo  | 20ч 34' 40               |                          |
| 2-й                      | Росселла Ратто           | Hitec Products UCK       | + 3' 34                  |                          |
| 3-й                      | Джорджия Уильямс         | BePink                   | + 6' 46                  |                          |
| 4-й                      | Анна Ван дер Брегген     | Sengers                  | + 8' 56                  |                          |
| 5-й                      | Джесси Дамс              | Boels Dolmans            | + 10' 09                 |                          |
| 6-й                      | Полин Ферран-Прево       | Rabo Women               | + 17' 13                 |                          |
| 7-й                      | Далия Муччоли            | BePink                   | + 17' 35                 |                          |
| 8-й                      | Серика Гулума            | Vaiano Fondriest         | + 20' 38                 |                          |
| 9-й                      | Ингрид Дрексель          | Pasta Zara-Cogeas        | + 24' 20                 |                          |
| 10-й                     | Валентина Скандолара     | MCipollini-Giordana      | + 27' 42                 |                          |

| Национальная | Национальная    | Национальная            | Национальная |
|              | Гонщик          | Команда                 | Время        |
| ------------ | --------------- | ----------------------- | ------------ |
| 1-й          | Татьяна Гудерцо | MCipollini Giordana     | 20ч 31'48    |
| 2-й          | Франческа Кауц  | Top Girls Fassa Bortolo | +2' 52       |
| 3-й          | Росселла Ратто  | Hitec Products UCK      | +6' 26       |
| 4-й          | Дженнифер Фьори | Top Girls Fassa Bortolo | +12' 43      |
| 5-й          | Далия Муччоли   | Bepink                  | +20' 27      |

### Очки UCI
| Номинация/Место           | 1-я | 2-я | 3-я | 4-я | 5-я | 6-я | 7-я | 8-я | 9-я | 10-я | 11-я | 12-я |
| Генеральная классификация | 60  | 45  | 35  | 30  | 25  | 20  | 15  | 10  | 8   | 6    | 4    | 2    |
| За место на этапе         | 12  | 9   | 6   | 4   | 3   | 1   |     |     |     |      |      |      |
| Лидерство в гонке         | 4   |     |     |     |     |     |     |     |     |      |      |      |

### Видео
- Этап 1 на YouTube (итал.)
- Этап 2 на YouTube (итал.)
- Этап 3 на YouTube (итал.)
- Этап 4 на YouTube (итал.)
- Этап 5 на YouTube (итал.)
- Этап 6, часть 1 на YouTube (итал.)
- Этап 6, часть 2 на YouTube (итал.)
- Этап 6, часть 3 на YouTube (итал.)
- Этап 6, часть 4 на YouTube (итал.)
- Этап 7, часть 1 на YouTube (итал.)
- Этап 7, часть 2 на YouTube (итал.)
- Этап 7, часть 3 на YouTube (итал.)
- Этап 7, часть 4 на YouTube (итал.)
- Этап 8, часть 1 на YouTube (итал.)
- Этап 8, часть 2 на YouTube (итал.)
- Этап 8, часть 3 на YouTube (итал.)
- Этап 8, часть 4 на YouTube (итал.)